# Admirał Fłota Sowietskogo Sojuza Kuzniecow
Admirał Fłota Sowietskowo Sojuza Kuzniecow (ros. Адмирал флота Советского Союза Кузнецов), skrócona nazwa: Admirał Kuzniecow – radziecki, następnie rosyjski lotniskowiec, znajdujący się w służbie od 1991 roku. Jedyny zbudowany okręt projektu 11435, klasyfikowany oficjalnie jako ciężki krążownik lotniczy (ros. skrót TAWKR). Jest okrętem flagowym Marynarki Wojennej Rosji. Półbliźniaczym okrętem (projektu 1143.6) jest pierwszy chiński lotniskowiec „Liaoning”.
W toku budowy okręt nosił kolejno imiona: „Riga”, „Leonid Breżniew” i „Tbilisi”, ostatecznie wszedł do służby pod nazwą „Admirał Fłota Sowietskowo Sojuza Kuzniecow”. Jest to pierwszy i jedyny klasyczny lotniskowiec zbudowany dla marynarki ZSRR lub Marynarki Wojennej Rosji. W momencie wejścia do służby był największym okrętem zbudowanym w Europie lub należącym do państw europejskich (wyporność maksymalna 61 390 t, długość 306,45 m). Wyróżnia się tym, że był pierwszym lotniskowcem przystosowanym do przenoszenia nowoczesnych samolotów odrzutowych konwencjonalnego startu bez użycia katapulty, a przy pomocy skoczni (system STOBAR). Z tego powodu, pomimo swojej wielkości, okręt dysponuje jednak umiarkowaną siłą bojową, gdyż asortyment przenoszonych samolotów oraz masa ich uzbrojenia są ograniczone. Na gotowości bojowej okrętu negatywnie odbijały się również kłopoty finansowe Rosji, i pomimo możliwości przenoszenia do 50 statków powietrznych, w praktyce bazuje na nim nie więcej niż 30 samolotów i śmigłowców. Jedyne użycie bojowe okrętu miało miejsce w listopadzie 2016 roku podczas interwencji w wojnie domowej w Syrii. Od 2017 roku znajduje się w długotrwałym remoncie, przebiegającym z przeszkodami.

## Geneza
Jedynymi okrętami przystosowanymi do przenoszenia samolotów w Marynarce Wojennej ZSRR do lat 80. XX wieku była seria czterech okrętów projektu 1143 i pochodnych (typu Kijew), klasyfikowanych jako ciężkie krążowniki lotnicze (tiażołyj awianiesuszczij kriejsier – skrótowiec TAWKR, dosłownie: ciężki krążownik przenoszący lotnictwo), a za granicą jako lekkie lotniskowce. Taka klasyfikacja okrętów w połączeniu z silnym uzbrojeniem odpowiadającym krążownikom, a nietypowym dla lotniskowców, pozwoliła formalnie okrętom spełniać warunki do przechodzenia cieśnin tureckich (Bosfor i Dardanele), prawnie zamkniętych dla lotniskowców na podstawie konwencji z Montreux. Bazujące na nich myśliwce pionowego startu i lądowania Jak-38 miały jednak bardzo ograniczone możliwości, co ograniczało uniwersalność okrętów.

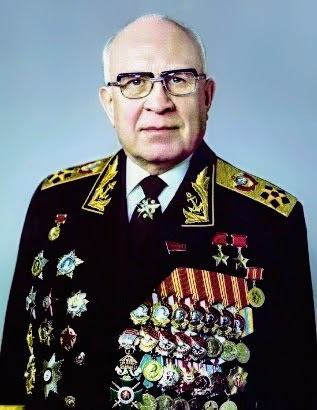
Adm. Siergiej Gorszkow, w latach 1956–1985 uznawany za twórcę oceanicznych zdolności WMF SSSR

Rozwój okrętów lotniskowych i lotnictwa pokładowego w Związku Radzieckim był logicznym następstwem zmiany charakteru radzieckich sił morskich, z nastawionych na obronę przed amerykańskimi rakietowymi okrętami podwodnymi przenoszącymi pociski balistyczne, na ochronę własnych strategicznych okrętów podwodnych, a ostatecznie na projekcję własnej siły w konfrontacji z amerykańskimi siłami morskimi na oceanach. Mimo wysiłków admirała Siergieja Gorszkowa, radzieckie siły morskie odgrywały rolę drugoplanową, podrzędną wobec Armii Radzieckiej oraz Wojsk Rakietowych Przeznaczenia Strategicznego. Toteż – nie licząc sił podwodnych – rozwój radzieckiej marynarki wojennej następował powoli i nie był priorytetem dla mocarstwa lądowego. Poprzez to, idea jeszcze bardziej rozbudowanej marynarki miała ograniczone wsparcie polityczne Biura Politycznego KC KPZR.

### Niezrealizowane projekty 1160 i 1153Orioł
We wczesnych latach 70. XX w. Marynarka Wojenna ZSRR sformułowała wymagania dla dużego lotniskowca dla samolotów klasycznego startu. W 1972 roku Newskie Biuro Konstrukcyjne opracowało wstępny projekt lotniskowca projektu 1160 o napędzie atomowym, lecz nie był on kontynuowany. W 1973 roku wyznaczono biuro konstrukcyjne które opracować miało konstrukcję okrętu projektu 1153 Orioł. Wstępne projekty nowego okrętu o wyporności 75–80 tysięcy ton przewidywały napęd jądrowy i wyposażenie jednostki w cztery katapulty parowe. Okręt w tej konfiguracji mógł pomieścić grupę lotniczą złożoną z co najmniej 70 samolotów: myśliwskich i uderzeniowych, samolotów ZOP i wczesnego ostrzegania. Do czerwca 1974 roku koncepcja uległa zmianie – wyporność zmniejszono do 60 000 ton, i przy zachowaniu wciąż napędu jądrowego, zmniejszono wielkość pokładowej grupy lotniczej do 60 maszyn. W 1976 roku powstały szkice konstrukcyjne lotniskowca projektu 1153 Orioł, klasyfikowanego jako duży krążownik z uzbrojeniem lotniczym. W wyznaczonym w 1976 roku planie pięcioletnim ustalono budowę dwóch jednostek tego typu, lecz w październiku 1978 roku projekt 1153 został anulowany jako zbyt kosztowny. Zamiast tego jednak, jeszcze w listopadzie 1977 roku władze radzieckie poleciły rozpocząć prace projektowe nad mniejszym, i co za tym idzie, tańszym lotniskowcem na bazie projektu 1143, klasyfikowanym jako ciężki krążownik lotniczy, który mógłby przenosić samoloty pionowego startu i lądowania, a także klasyczne samoloty startujące za pomocą katapulty.

### Rozwój projektu 11435
Nowy projekt wywodził się częściowo z okrętów typu Kijew, co wyrażało się w numerze projektu – 11435 (zapisywanym do 1981 roku jako 1143.5), rozumianym jako piąty okręt rodziny 1143. Mimo mniejszej wielkości i mocy bojowej od lotniskowców amerykańskich, jednostka taka miała w założeniu być wystarczająca, aby zapewnić osłonę rejonów patrolowania atomowych okrętów podwodnych uzbrojonych w rakiety balistyczne, stanowiących najważniejszy komponent strategiczny radzieckiej floty, na Dalekiej Północy – Morzu Barentsa i Oceanie Lodowatym, a także umożliwić walkę z lotnictwem, okrętami nawodnymi i podwodnymi i celami lądowymi. Prace projektowe prowadziło Newskie Biuro Projektowo-Konstrukcyjne (NPKB), które początkowo opracowało pięć wariantów, w tym jeden z napędem atomowym (niezaakceptowany).
Na skutek braku doświadczeń z okrętami lotniczymi i ścierania się koncepcji w radzieckich kręgach sztabowych i politycznych, z których część była nieprzychylna lotniskowcom, projekt podlegał licznym zmianom. Zwolennikiem budowy lotniskowca z dużymi możliwościami uderzeniowymi był m.in. dowódca marynarki wojennej admirał Siergiej Gorszkow, który forsował projekt okrętu o standardowej wyporności 65 000 ton, zabierającego 52 samoloty. W 1980 roku Minister Obrony ZSRR Dmitrij Ustinow zdecydował jednak, zgodnie ze stanowiskiem Sztabu Generalnego, że okręt przede wszystkim powinien zostać wyposażony w nowo projektowane ponaddźwiękowe samoloty pionowego startu i lądowania Jak-41 (Jak-141), w związku z czym zdecydował pomniejszyć go o 10 000 ton i zrezygnować z katapult, zachowując możliwość startu samolotów o klasycznym starcie przy użyciu tzw. skoczni (w terminologii rosyjskiej: trampoliny) – podwyższonego pokładu dziobowego. Doprowadziło to do dalszych opóźnień w pracach projektowych. Rozważano także zastosowanie siłowni atomowej wzorowanej na krążownikach projektu 1144 (Kirow). Mimo to, odpowiednio zmieniony i pomniejszony projekt wstępny lotniskowca, ukończony 23 lipca 1980 roku (z 46 samolotami i śmigłowcami, skocznią i jedną katapultą), nie został zaakceptowany. W międzyczasie, żeby zapobiec „zajęciu” Stoczni Czarnomorskiej w Mikołajowie na potrzeby innych projektów, zwolennicy lotniskowców przeforsowali w grudniu 1980 roku rozpoczęcie tam budowy drugiego krążownika lotniczego projektu 11434, z perspektywą wprowadzenia zmian w trakcie budowy; rozpoczęte sekcje zostały jednak ostatecznie złomowane.

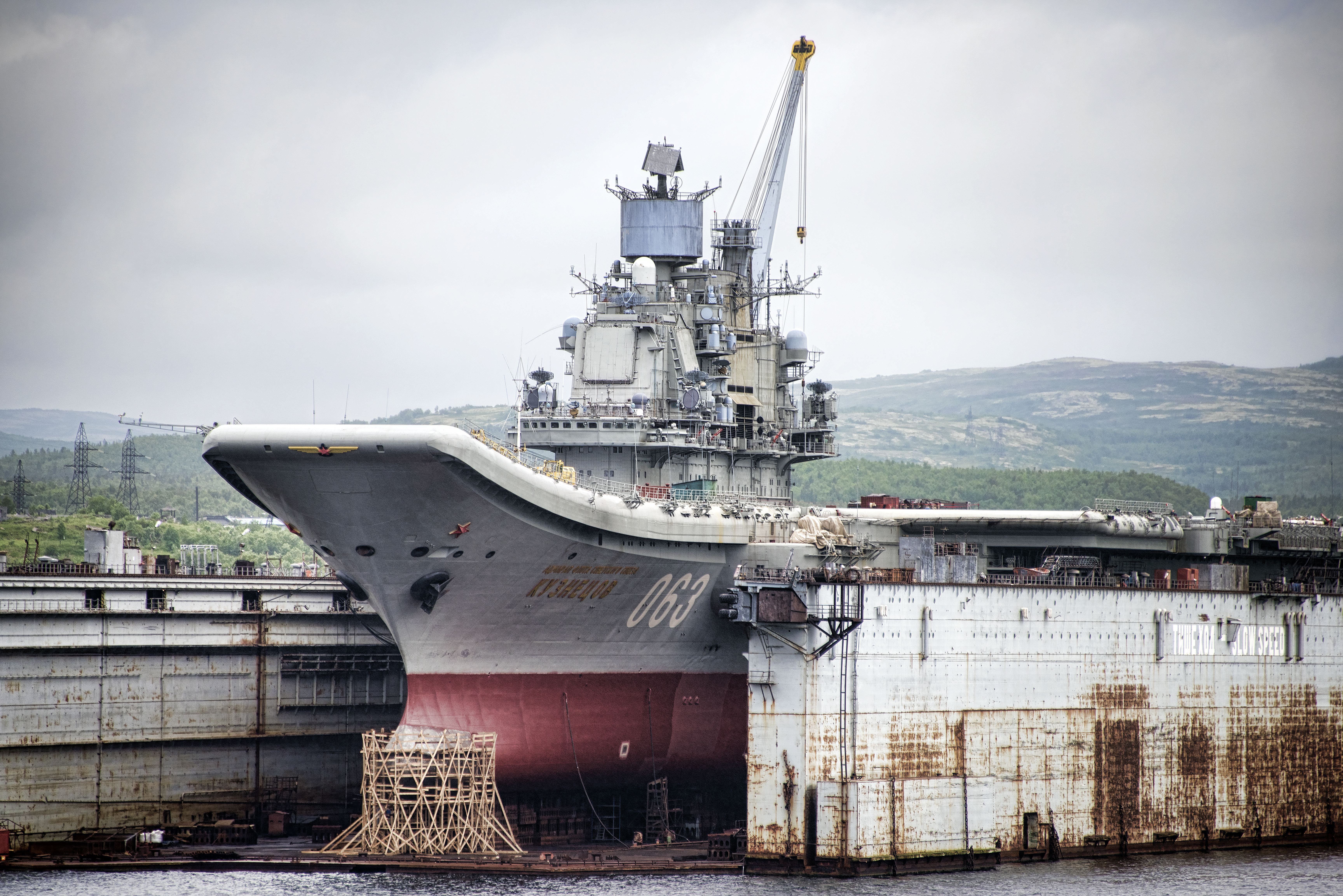
„Kuzniecow” podczas dokowania w 2015 r.

Nowe prace nad lotniskowcem wyszły od rozwoju konstrukcji ostatniego ulepszonego okrętu typu Kijew („Baku”, projektu 11434), a prowadzono je początkowo pod oznaczeniem projektu 114342. We wrześniu 1981 roku Minister Obrony ZSRR Ustinow zezwolił na powiększenie wyporności okrętu o 10 000 t, po czym wprowadzono dalsze zmiany, czerpiąc przy tym z pierwszego niezaakceptowanego projektu 11435. Napęd i nadbudówka pozostały jednak analogiczne do „Baku”. Zaakceptowany postanowieniem Rady Ministrów ZSRR 7 maja 1982 roku ostateczny projekt otrzymał ponownie oznaczenie 11435. Na skutek powolnego tempa rozwoju samolotu Jak-41, który nie osiągnął gotowości do produkcji, skupiono się na pokładowych wersjach najnowszych myśliwców klasycznego startu, Su-27K (późniejszy Su-33) oraz MiG-29K. Dla eksperymentów z samolotami pokładowymi i szkolenia załóg samolotów, zbudowano kosztem 140 milionów rubli specjalny kompleks NITKA w Nowo-Fiodorowce w rejonie sackim na Krymie, uruchomiony w 1982 roku, w którym na lądzie odwzorowano pokład lotniskowca z trampoliną.

## Budowa

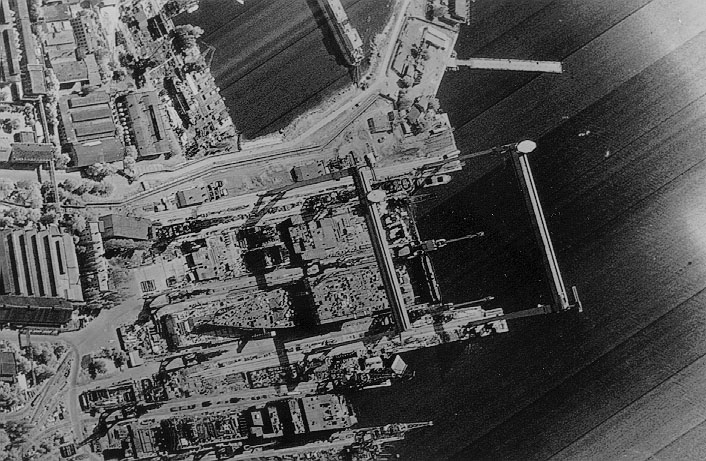
Zdjęcie satelitarne „Brieżniewa” podczas budowy

Przygotowania do budowy lotniskowca wiązały się z koniecznością modernizacji i powiększenia pochylni „0” największej stoczni w Mikołajowie (zakład nr 444, Ukraińska SRR), w celu dostosowania jej do budowy okrętów o wyporności podczas wodowania do 40 000 t, która została rozpoczęta jeszcze dla potrzeb niezrealizowanego projektu 1153 Orjoł. M.in. zainstalowano dwa dźwigi bramowe o udźwigu 900 ton fińskiej produkcji KONE. Ceremonia oficjalnego rozpoczęcia budowy (położenia stępki), z udziałem adm. Gorszkowa, odbyła się 1 września 1982 roku. Budowę prowadzono pod numerem stoczniowym S-105. Początkowo okrętowi nadano nazwę Riga (Ryga), nawiązując do poprzednich okrętów lotniczych nazywanych od głównych miast ZSRR, lecz 26 listopada 1982 roku zmieniono ją na: Leonid Brieżniew, na cześć zmarłego w tym czasie Sekretarza Generalnego KPZR towarzysza L. Breżniewa. Budowa odbywała się z montowanych osobno 22 dużych sekcji o masie do 1400 ton (po raz pierwszy w ZSRR). Data położenia stępki, tj. ułożenia pierwszej zmontowanej sekcji na pochylni, to 22 lutego 1983 roku. Okręt wodowano 4 grudnia 1985 roku (przy masie kadłuba 28000 t); matką chrzestną została była naczelniczka jednego z biur stoczni L. Szałygina.
W dalszej kolejności trwało wyposażanie okrętu, przeciągające się m.in. z powodu zmian w projekcie i opóźnień poddostawców systemów. 23 lipca 1987 roku wyznaczono pierwszego dowódcę lotniskowca. 11 sierpnia 1987 roku w związku z pieriestrojką w ZSRR, okręt przemianowano na Tbilisi (od miasta Tbilisi). 8 czerwca 1989 roku rozpoczęły się próby na uwięzi, przy stopniu ukończenia okrętu 71%. 21 października 1989 roku nieukończony okręt wyszedł na próby operacji lotniczych na morzu i 1 listopada 1989 roku wylądował na nim po raz pierwszy Wiktor Pugaczow na Su-27K, a potem tego samego dnia wylądował i wystartował jako pierwszy Toktar Aubakirow na MiG-29K – były to pierwsze lądowania i starty klasycznych samolotów na lotniskowcu w ZSRR. 25 maja 1990 roku okręt przeszedł do Sewastopola, gdzie prowadzono próby morskie, a 1 sierpnia rozpoczęto państwowe próby odbiorcze. Podczas prób przeszedł on 16 200 mil morskich i dokonano 454 startów. 4 października 1990 roku lotniskowiec ostatni raz przemianowano na Admirał Fłota Sowietskogo Sojuza Kuzniecow (Адмирал Флота Советского Союза Кузнецов), na cześć admirała Nikołaja Kuzniecowa (według literatury zachodniej, zmiana nazwy nastąpiła na skutek antyradzieckich wystąpień w Gruzji). Przy tym, nazwa używana jest na ogół w skróconej wersji, także w oficjalnych dokumentach, jako „Admirał Kuzniecow”. 25 grudnia 1990 roku okręt został komisyjnie odebrany, po czym 20 stycznia 1991 roku wcielono go do służby w radzieckiej Flocie Północnej, a 29 stycznia 1991 roku podniesiono na nim banderę.
Podczas budowy okrętu, wykrytej przez amerykańskie satelity rozpoznawcze w 1984 roku, na Zachodzie krążyło wiele spekulacji w zakresie możliwości oraz nazwy okrętu, mylących go także z niezrealizowanym lotniskowcem atomowym proj. 1153. Typ ten określono początkowo tymczasowo w kodzie NATO jako Black-Com-2 (Black Sea Combatant 2). W źródłach zachodnich z okresu zimnej wojny spotyka się też nazwy typu: Kremlin, Brezhnev, Orel, w końcu Kuznetsov.

## Opis

### Konstrukcja

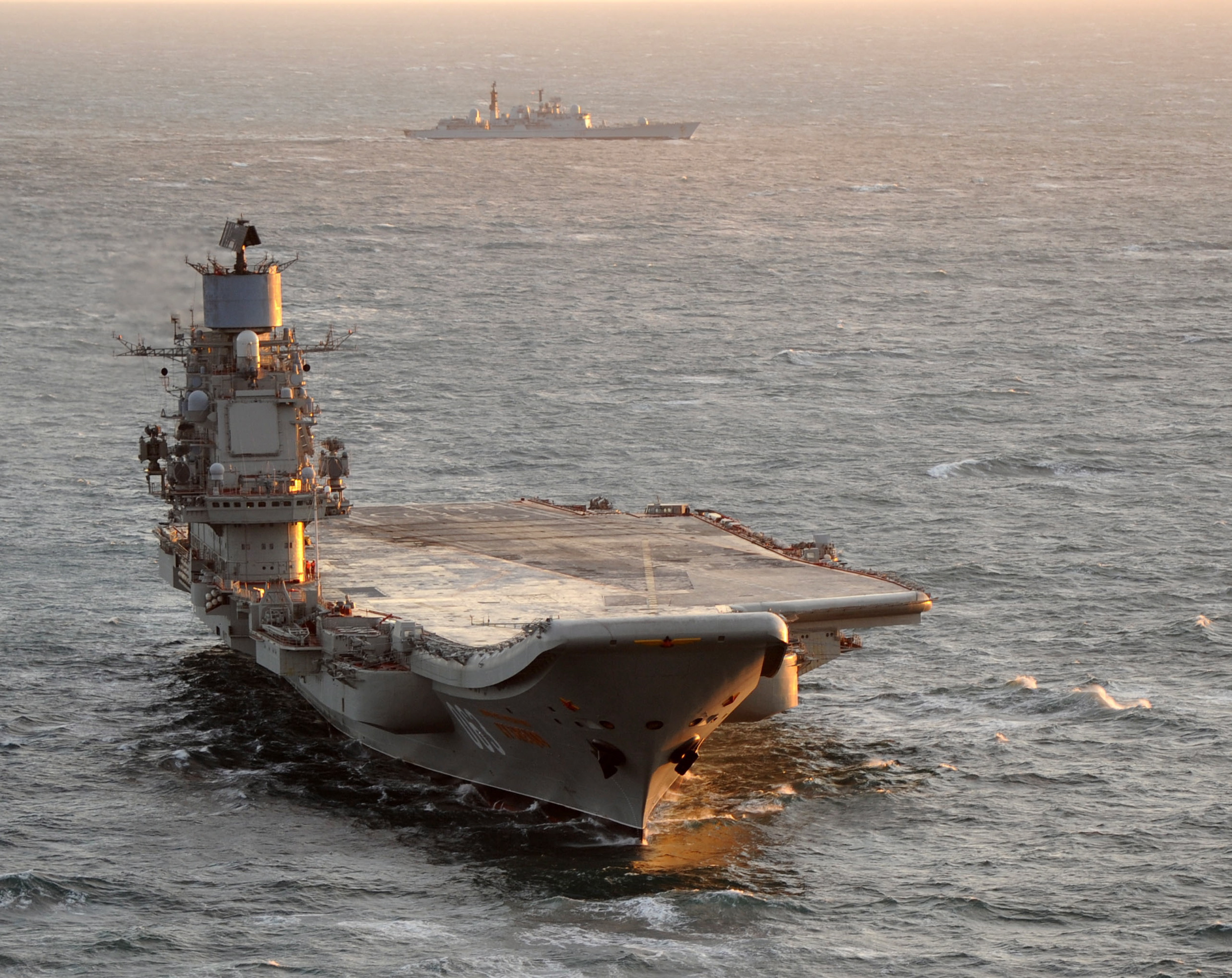
„Kuzniecow” od dziobu, grudzień 2011 r.

Szkic pokładu lotniczego z widocznymi pozycjami startowymi

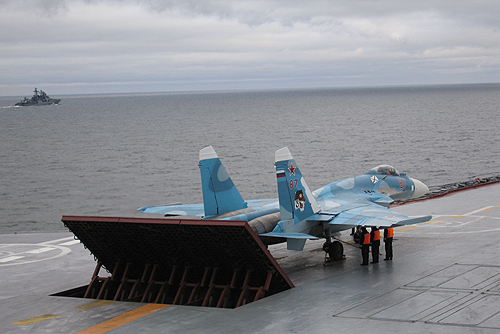
Myśliwiec Su-33 na pozycji startowej

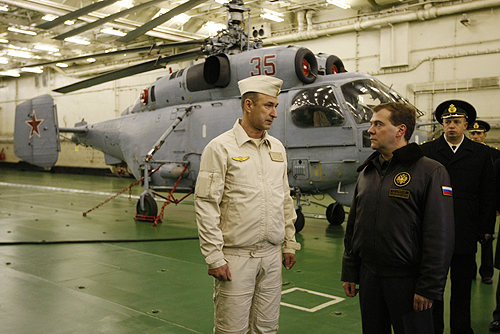
Śmigłowiec Ka-27 w hangarze „Kuzniecowa” (podczas wizyty prezydenta Miedwiediewa)

„Admirał Kuzniecow” ma ogólny układ konstrukcyjny typowy dla powojennych lotniskowców, lecz wyróżnia się pewnymi wyjątkowymi cechami. Jako pierwszy lotniskowiec dostosowany jest do operowania z niego samolotów odrzutowych konwencjonalnego startu przy użyciu skoczni startowej, a nie katapulty – system STOBAR (rozwiązanie takie stosowane było dotąd na świecie tylko dla samolotów krótkiego startu i lądowania – V/STOL lub STOVL). Przez ponad 20 lat pozostawał największym lotniskowcem i zarazem największym okrętem zbudowanym do tej pory w Europie lub należącym do państw europejskich. W publikacjach można znaleźć bardzo rozbieżne informacje odnoszące się do wyporności okrętu, wahające się w przypadku wyporności standardowej od 43 000 t do 55 000 t i pełnej od 55 000 t aż do 70 500 t. Większe wartości spotykane były głównie w starszych źródłach, natomiast szczegółowa monografia podaje wyporność standardową 46 540 t, pełną 59 100 t i maksymalną 61 390 t. Długość całkowita wynosi 306,45 m, na linii wodnej 270 m, szerokość na linii wodnej 33,41 m i całkowita 71,96 m. Pokład lotniczy sięga na 40,2 m w lewo od osi wzdłużnej, a w prawo na 31,75 m, przy czym skrzydła nadbudówki wystają jeszcze na 1,2 m dalej w prawo. Pod względem wymiarów „Admirał Kuzniecow” niewiele ustępuje amerykańskim „superlotniskowcom” typu Nimitz, chociaż znacznie odbiega od nich w dół wypornością i mocą bojową.
To pierwszy radziecki lotniskowiec pełnopokładowy, kształtem i układem pokładu zbliżony do klasycznego wzorca wprowadzonego przez lotniskowce amerykańskie od typu Forrestal, z dużym nawisem pokładu lotniczego na sponsonie nad lewą burtą i nieco mniejszym nad prawą burtą, o krawędziach równoległych do burt. Duża nadbudówka wyspowa umieszczona jest typowo dla lotniskowców, na prawej krawędzi wystającej części pokładu, w celu pozostawienia jak największej ilości miejsca na operacje lotnicze. Nadbudówka ma 13 kondygnacji i wznosi się na 32 m nad pokładem. Powierzchnia pokładu wynosi 14 800 m², maksymalna szerokość przeznaczona na operacje lotnicze to 67 m (przed nadbudówką). Droga do lądowania od rufy jest odchylona pod kątem 7° w lewo, ma długość 205 m i szerokość 26 m, wychodząc na lewy sponson. Znajdują się na niej cztery liny hamujące – aerofiniszery (systemu Swietłana-2) oraz podnoszona elastyczna bariera awaryjna (systemu Nadieżda). Pierwsza lina znajduje się w odległości 40 m od rufy, są one rozstawione w odstępach co 12 m i zapewniają zatrzymanie samolotu po 90 m dobiegu z przeciążeniem nie większym, niż 4,5 g. Lądowanie wspomaga optyczny system Łuna-3 w postaci umieszczonego na skraju pokładu stanowiska z różnokolorowymi światłami widocznymi pod określonym kątem i ułatwiającymi pilotowi podejście po odpowiedniej ścieżce. Na dziobie pokład lotniczy wznosi się pod kątem 14,3° (wg innych źródeł 12,5°), stanowiąc tzw. skocznię, umożliwiającą uzyskanie większego kąta natarcia płata przez startujący samolot i zwiększenie siły nośnej.
Lotniskowiec ma trzy wyznaczone stanowiska startowe dla samolotów, z tego dwa znajdują się w części dziobowej, obok siebie – ich ścieżki do startu schodzą się w centralnym punkcie przedniej krawędzi skoczni (długość rozbiegu 90 m, dla samolotów ze zredukowanym uzbrojeniem podwieszanym). Stanowisko numer 3 przeznaczone jest do startu samolotów z maksymalną masą startową i znajduje się pośrodku pokładu do lądowania, na lewej burcie (długość rozbiegu 180 m, przez lewoburtowe stanowisko dziobowe). Za stanowiskami startowymi umieszczone są podnoszone ekrany chroniące przed gazami wylotowymi silników (deflektory), chłodzone wodą. Na stanowiskach tych znajdują się także chowane w pokład opory przytrzymujące główne podwozie samolotu do chwili osiągnięcia odpowiedniego ciągu silników. Na końcu trampoliny samoloty uzyskują prędkość 180–200 km/h. Dwa zewnętrzne podnośniki dla samolotów o nośności 40 t i wymiarach 16 × 14 m umieszczone są na prawej krawędzi pokładu, przed i za nadbudówką. Pokład wyłożony jest pokryciem Omega odpornym na działanie gazów silników o temperaturze do 450 °C, a w trzech miejscach pierwotnie przewidzianych do startu pionowego do 750 °C.
Hangar umieszczony pod pokładem lotniczym ma powierzchnię 3980 m² i wymiary 153 × 26 × 7,2 m. Zainstalowany jest w nim system łańcuchowy wewnętrznego transportu samolotów. Samoloty przechowywane są w hangarze ze złożonymi do góry skrzydłami, a śmigłowce – ze złożonymi łopatami wirników. Hangar jest dzielony przegrodami przeciwpożarowymi na 4 części, a w rufowej części mieści się warsztat remontowy. Głównym materiałem konstrukcyjnym kadłuba i nadbudówki jest stal. Kadłub dzieli się na główne przedziały wodoszczelne dziesięcioma poprzecznymi grodziami i dwoma podłużnymi. W nadwodnej części zastosowano lekką ochronę konstrukcyjną w postaci ekranów złożonych z dwóch warstw wysokowytrzymałej stali przełożonych warstwą kompozytu z włókna szklanego, zmniejszających skutki trafienia rakietami, a przedziały paliwa i uzbrojenia lotniczego są dodatkowo opancerzone. Kadłub ma na całej długości podwójne dno, a wzdłuż burt pod wodą ciągnie się zastosowana po raz pierwszy w okrętach lotniczych ZSRR podwodna ochrona konstrukcyjna, chroniąca wnętrze przed wybuchami podwodnymi. Ochrona podwodna składa się z systemu przedziałów i grodzi wzdłużnych, a jej głębokość (grubość) wynosi 4,5–5 m.

### Uzbrojenie
Unikatową cechą jak na lotniskowiec, wiążącą się z jego krążowniczą klasyfikacją, jest posiadanie uzbrojenia ofensywnego w postaci 12 wyrzutni ciężkich przeciwokrętowych pocisków rakietowych dalekiego zasięgu P-700 Granit, służących głównie do zwalczania grup lotniskowców przeciwnika. Umieszczone one są w dwóch rzędach silosów pod pokładem dziobowym (wyrzutnie SM-233), umieszczonych pod kątem, zamykanych klapami na równi z pokładem, między drogami startowymi dla samolotów. Masa rakiety wynosi 6,9 t, zasięg 555 km; przenosi ona głowicę bojową o masie 1 t, ewentualnie głowicę termojądrową o mocy 500 kt (nie stosowaną na mocy układów międzynarodowych).

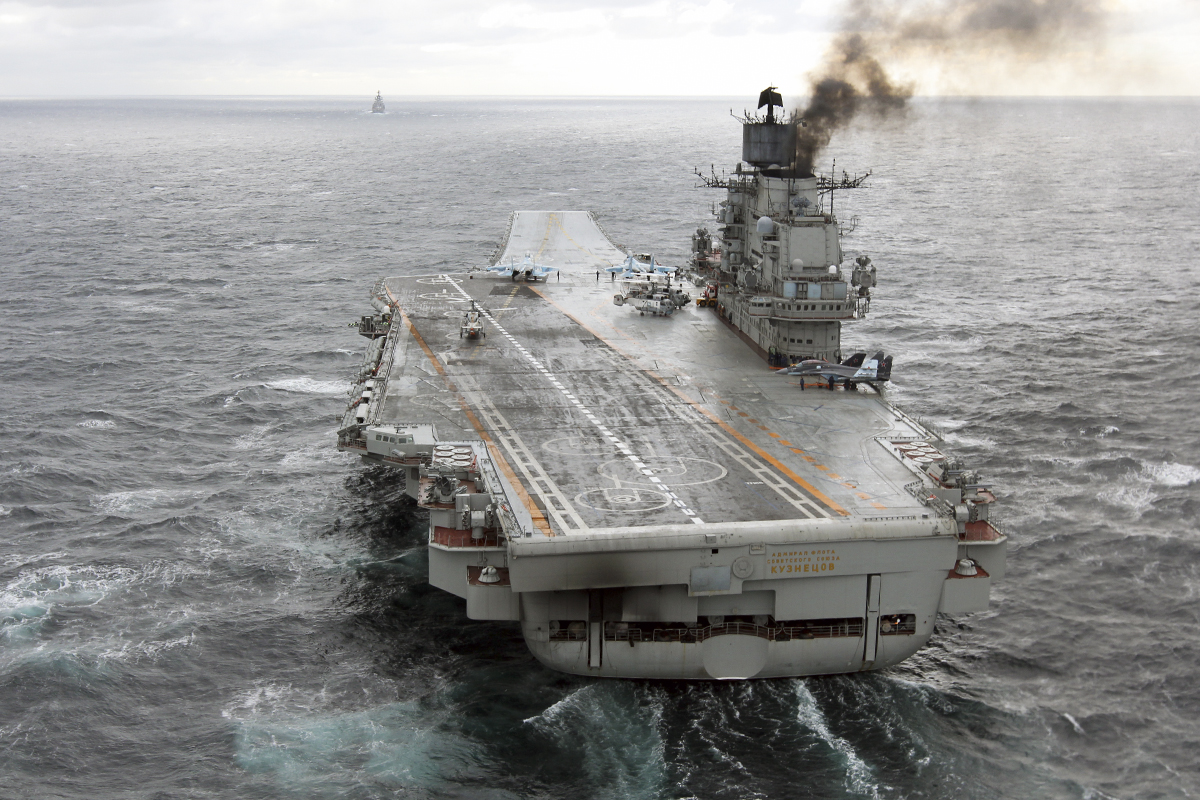
Okręt od rufy – widoczna część systemów uzbrojenia

Okręt ma silne uzbrojenie przeciwlotnicze i przeciwrakietowe bliskiego zasięgu i obrony bezpośredniej, w postaci 24 ośmioprowadnicowych pionowych wyrzutni rakiet Kinżał (o zasięgu 12 km) i 8 zestawów obrony bezpośredniej artyleryjsko-rakietowych Kortik. Każdy z zestawów Kortik składa się z dwóch sześciolufowych działek kalibru 30 mm i ośmiu pocisków bliskiego zasięgu 9M311 oraz własnego radaru kierowania ogniem na jednej podstawie. Uzbrojenie przeciwlotnicze rozmieszczone jest symetrycznie, na platformach z czterech stron pokładu okrętu (na burtach w części dziobowej i rufowej) – na każdej 6 ośmioprowadnicowych wyrzutni Kinżał, umieszczonych w charakterystycznych bębnach, i dwa zestawy Kortik. Łącznie okręt przenosi 192 pociski 9M330 Kinżał, 256 pocisków 9M311 systemu Kortik i 48 000 nabojów 30 mm. Uzbrojenie uzupełnia 6 sześciolufowych działek przeciwlotniczych/przeciwrakietowych AK-630M, w dwóch grupach po dwa działka umieszczonych na platformach na śródokręciu po każdej z burt (na wysokości przedniej części nadbudówki) oraz w grupie rufowej z dwóch działek rozmieszczonych po obu stronach początku pokładu do lądowania. Działka te są jednak pozbawione standardowych własnych radarów kierowania ogniem Wympieł, jako że przewidywano, że będą działać w ramach jednolitego systemu kierowania ogniem, który jednak nie został zainstalowany. Zapas amunicji wynosi, według różnych danych, 48 000 lub 72 000 nabojów. Podczas remontu rozpoczętego w 2017 roku ma być wymienione i znacząco wzmocnione uzbrojenie przeciwlotnicze, na kompleks dalekiego zasięgu Polimient-Riedut (do 150 km) oraz bliskiego zasięgu Pancyr-M.
Uzbrojenie dopełniają dwie dziesięcioprowadnicowe wyrzutnie rakietowych bomb głębinowych RBU-12000 systemu Udaw-1 na rufie (na platformach nad rufowymi działkami AK-630), z zapasem 120 bomb RGB-120. Ich podstawowym przeznaczeniem jest obrona przeciw torpedom, lecz mogą także służyć do walki z okrętami podwodnymi.

### Grupa lotnicza

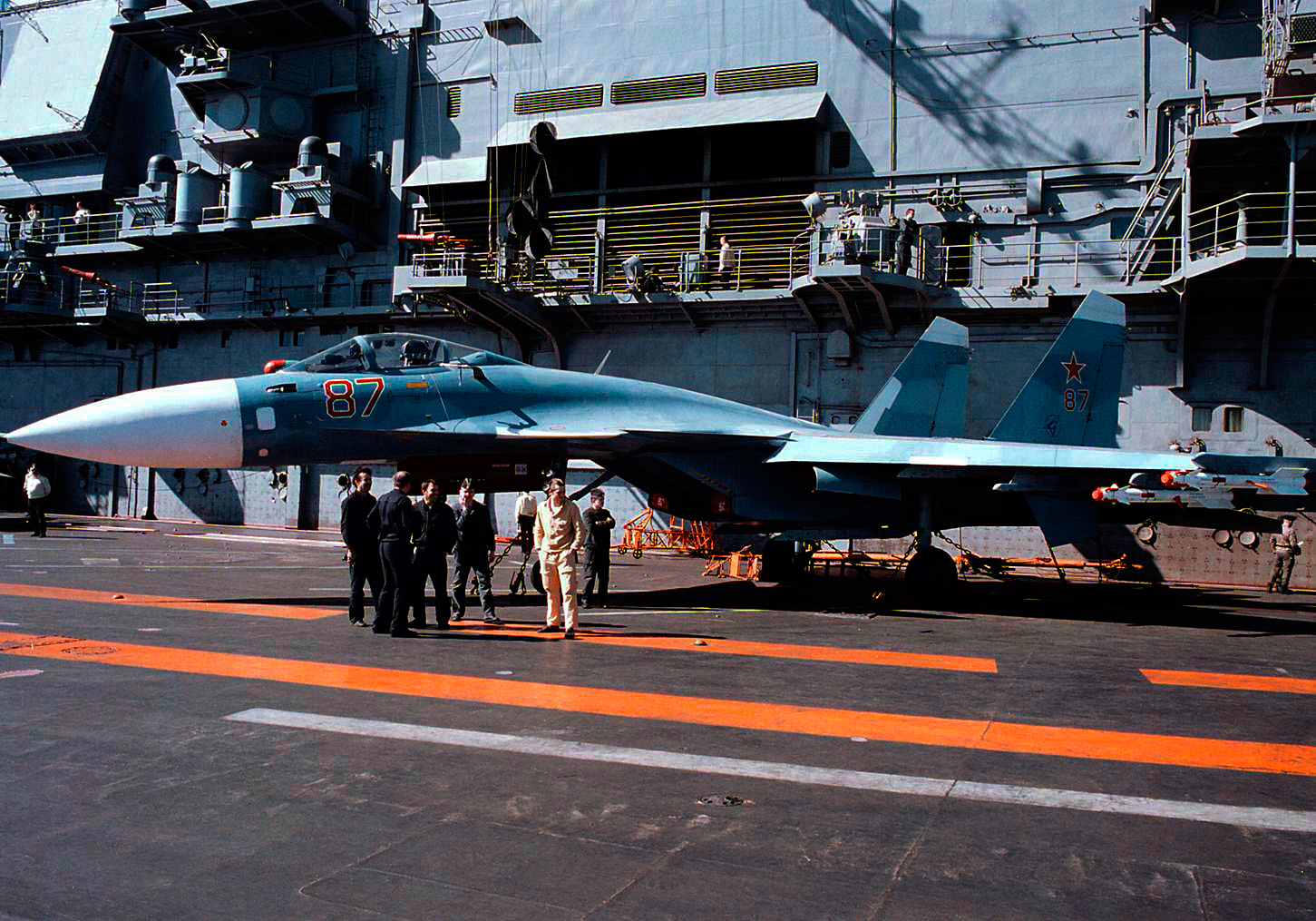
Myśliwiec Su-27K (Su-33) na pokładzie „Kuzniecowa”

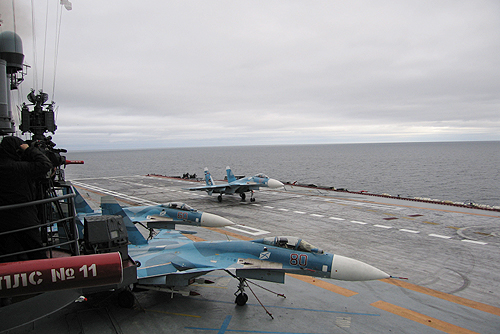
Su-33 po wylądowaniu, 2008 r.

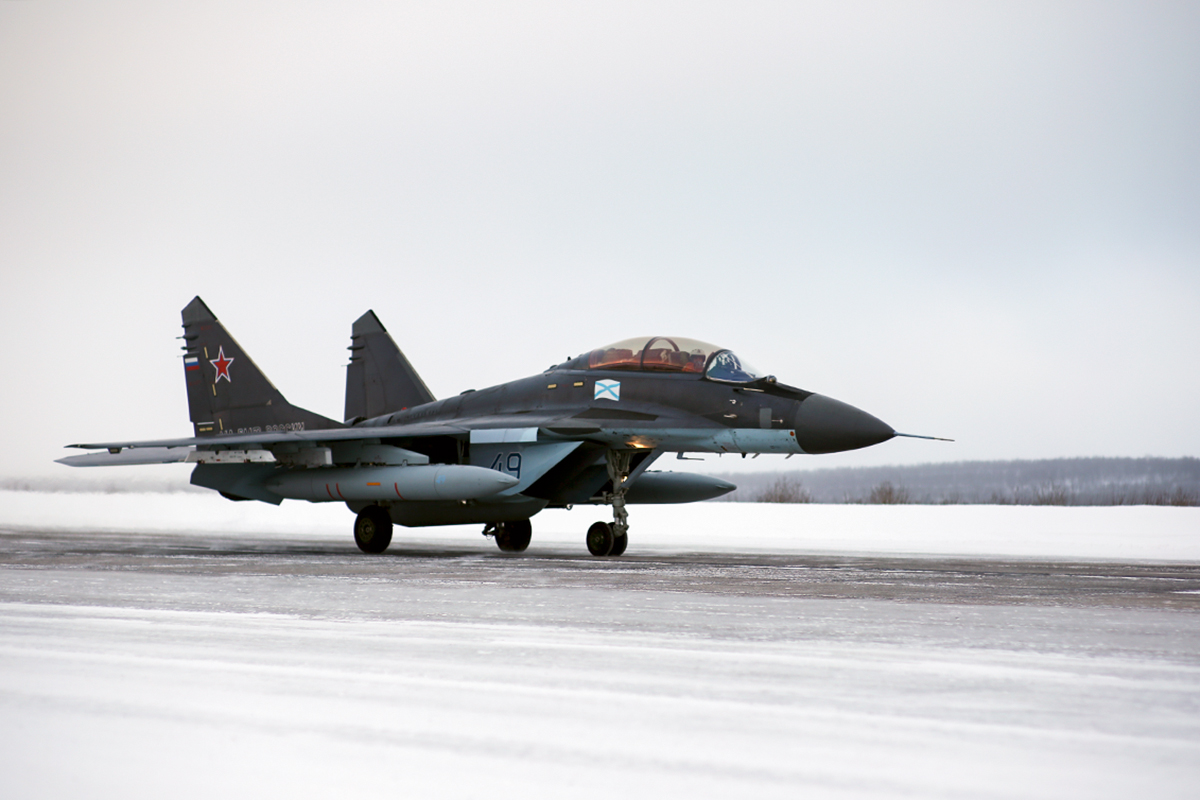
MiG-29KR po powrocie z lotniskowca, 2017

Według projektu, grupa lotnicza miała składać się z 50–58 statków powietrznych: 26 myśliwców Su-27K (lub 34 mniejszych MiG-29K) oraz 24 śmigłowców rodziny Ka-27, w tym 18 zwalczania okrętów podwodnych lub wsparcia desantu, 4 dozoru radiolokacyjnego i 2 poszukiwawczo-ratowniczych. Z powodu ograniczeń budżetowych, praktycznie liczba zabieranych samolotów i śmigłowców nie przekraczała jednak na ogół 30, w tym do ok. 12 myśliwców. Grupa lotnicza nie ma stałego składu, a jej pułki mają większą liczbę samolotów i stacjonują normalnie na lądzie, trenując także na obiektach lądowych. Podczas operacji bojowych w Syrii w 2016 roku grupa lotnicza liczyła 14 myśliwców i 18 śmigłowców (łącznie 32).
Pierwotnie jedynymi używanymi samolotami bojowymi były ciężkie myśliwce Su-27K, eksploatowane od 1993 roku, a oficjalnie przyjęte na uzbrojenie dopiero w roku 1998, pod nowym oznaczeniem Su-33. Są one optymalizowane do zwalczania celów powietrznych na większych odległościach i mają ograniczone możliwości uderzeniowe, jedynie z użyciem bomb klasycznych, względnie niekierowanych pocisków rakietowych. Normalna masa startowa Su-33 wynosi 29,9 ton, a maksymalna 33 tony, w tym masa paliwa 9,5 ton i uzbrojenia 6,5 tony. W wariancie uderzeniowym mogą przenosić maksymalnie 8 bomb o masie 500 kg lub większą liczbę lżejszych bomb. Publikacje rosyjskie wspominają o możliwości przenoszenia przez nie pocisków przeciwokrętowych Ch-31 i Moskit, lecz brak jest informacji o ich faktycznym użyciu, a pocisk Moskit w wersji lotniczej nie wszedł na uzbrojenie. Z racji dużych rozmiarów mają składane do hangarowania skrzydła oraz stateczniki poziome. Używane są na lotniskowcu przez 279 Samodzielny Pokładowy Pułk Lotnictwa Myśliwskiego (279 OKIAP). Zbudowano jednak tylko 24 Su-33, nie licząc maszyn przedseryjnych. Do 2007 roku pięć seryjnych samolotów zostało rozbitych z różnych przyczyn (głównie nie na lotniskowcu). W toku służby nie były w poważniejszym stopniu modernizowane; jedynie w 2016 roku część samolotów poddano modernizacji, zwiększającej możliwość precyzyjnego rażenia celów naziemnych przy użyciu bomb niekierowanych, przez montaż nowoczesnego systemu bombardierskiego SWP-24-33.
Drugim typem samolotu pokładowego stał się początkowo dwumiejscowy Su-25UTG, który, pomimo powstania na bazie samolotu szturmowego, jest samolotem szkolno-bojowym, służącym głównie do treningu operacji na lotniskowcu (zbudowano ich ogółem 12).
Myśliwiec wielozadaniowy MiG-29K początkowo został odrzucony jako maszyna lżejszej kategorii, dysponująca mniejszym zasięgiem i gorszymi możliwościami czysto myśliwskimi. Jego masa startowa wynosi 17,8 ton, a maksymalna 22,4 tony, w tym 4,5 t paliwa i 4,5 t uzbrojenia (dane prototypów). Dopiero po kilkuletnich wahaniach, w obliczu wyczerpywania się floty Su-33, w lutym 2012 roku Rosja zamówiła 20 nowych, dopracowanych myśliwców pokładowych MiG-29K i 4 szkolno-bojowe MiG-29KUB. Ostatecznie wersje morskie, oznaczone MiG-29KR i KUBR, dostarczono lotnictwu marynarki w latach 2013–2015. Dla tych samolotów sformowano w grudniu 2015 r. drugi pułk lotniczy: 100 Samodzielny Pokładowy Pułk Lotnictwa Myśliwskiego (100 OKIAP) Floty Północnej. Pierwsze oficjalne lądowanie seryjnego MiG-29KR na lotniskowcu miało miejsce 14 sierpnia 2016 roku. Samoloty te są lżejsze i tańsze od Su-33, jednakże mają przy tym znacznie lepszy stosunek koszt/efekt. Dysponują również szerszym asortymentem uzbrojenia, m.in. mogą przenosić pociski powietrze-ziemia Ch-29T i bomby kierowane KAB-500KR. Ustępują Su-33 pod względem zasięgu, lecz mogą przenosić dodatkowe zbiorniki paliwa. Zaletą są też mniejsze rozmiary, pozwalające na pomieszczenie w hangarze o połowę więcej samolotów MiG, niż Su-33.
Od początku istotnym elementem grupy lotniczej są śmigłowce rodziny Ka-27: zwalczania okrętów podwodnych Ka-27PŁ, wsparcia ogniowego desantu Ka-29TB i poszukiwawczo-ratunkowe Ka-27PS, zabezpieczające operacje lotnicze. Śmigłowce należą do 830 Pokładowego Pułku Śmigłowców Przeciwpodwodnych (830 OKPŁWP). Planowano użycie śmigłowców wczesnego ostrzegania Ka-252RŁD (Ka-31), z rozkładaną anteną radaru pod kadłubem, lecz nie zostały one pierwotnie przyjęte na uzbrojenie (jedynie przez pewien czas od 1992 roku na okręcie bazowały dwa prototypy). Dopiero w 2012 roku dostarczono dla lotnictwa marynarki dwa seryjne śmigłowce wczesnego ostrzegania Ka-31R, lecz na lotniskowiec trafiły później. W 2016 roku zaokrętowano przedseryjne śmigłowce szturmowe wsparcia desantu Ka-52K, pierwotnie przewidziane dla budowanych we Francji okrętów desantowych typu Mistral, do których sprzedaży Rosji ostatecznie nie doszło. Mogą one przenosić pociski przeciwpancerne lub rakiety niekierowane; możliwa jest w przyszłości ich integracja z przeciwokrętowymi pociskami Ch-35 Uran.

### Napęd i systemy
Siłownia okrętu jest turboparowa, nieco ulepszona w stosunku do projektu 11434. Parę wytwarza 8 kotłów parowych KWG-4 o ciśnieniu pary 66 kg/cm² i wydajności 115 ton pary na godzinę (zwiększonej w stosunku do poprzednika – 98 t/h). Brak jest kotłów pomocniczych. Napęd stanowią 4 zespoły turbin TW-12-4 o mocy łącznej 200 000 KM, poruszające cztery pięciopłatowe śruby o stałym skoku, wykonane z brązu, o średnicy 426 cm. W stosunku do poprzedniego projektu powiększono zapas paliwa, co pozwoliło na zwiększenie zasięgu do 8000 mil morskich przy prędkości 18 węzłów. Prędkość maksymalna wynosi 29 węzłów, bojowa prędkość ekonomiczna to 18 węzłów. Manewrowość oceniana jest jako dobra (średnica cyrkulacji przy prędkości 14,5 węzła wynosi 2,1 długości okrętu).
Okręt ma dwie 15-tonowe kotwice na dziobie. W skład środków pływających wchodzi 5 łodzi (kuter dowódcy proj. 1404, dwa kutry robocze proj. 1402B, dwie sześciowiosłowe łodzie JaŁ-P6) i 240 tratew pneumatycznych.

## Służba

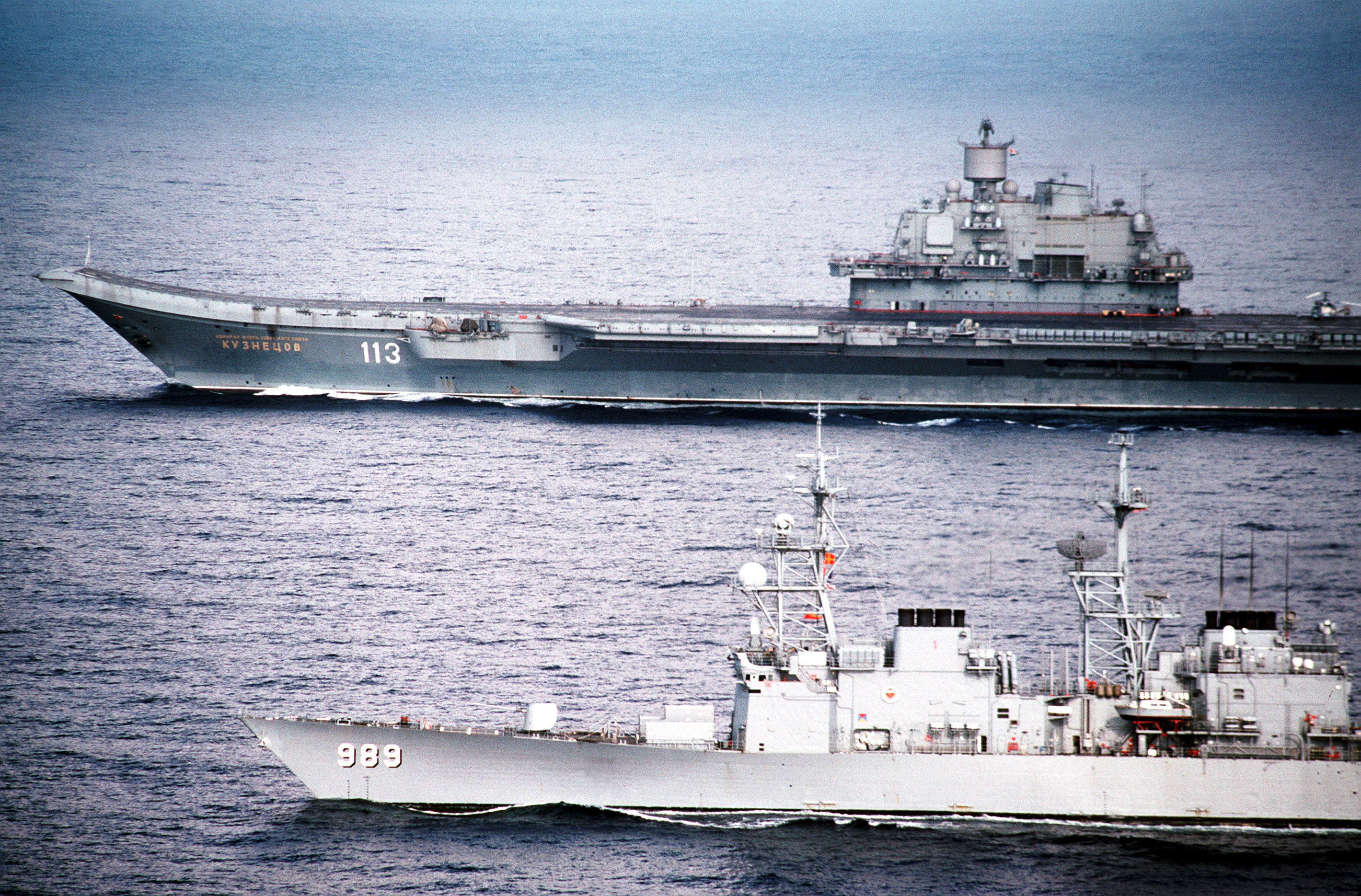
„Kuzniecow” i amerykański niszczyciel rakietowy USS „Deyo”, 1991 r.

### Początek służby i przejście na Północ (1991–1995)

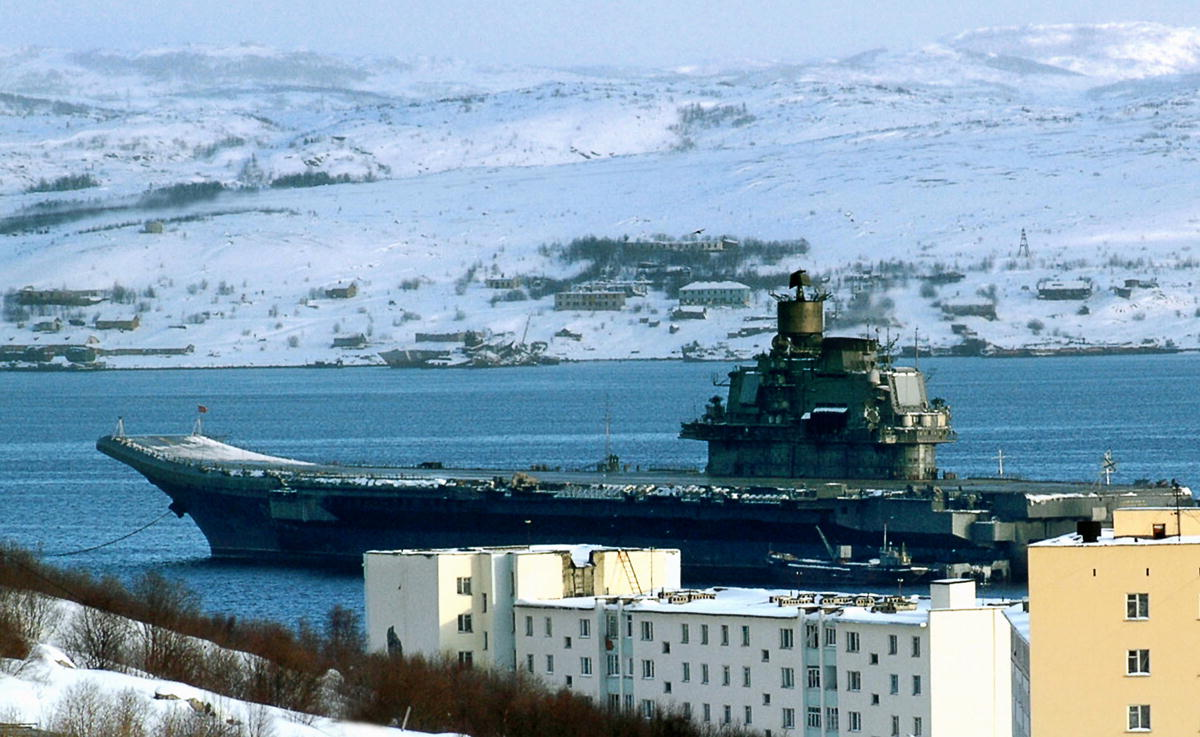
„Kuzniecow” w Murmańsku, 2004 r.

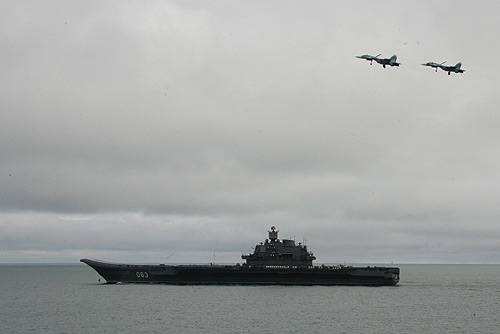
Ćwiczenia na Morzu Barentsa, sierpień 2005

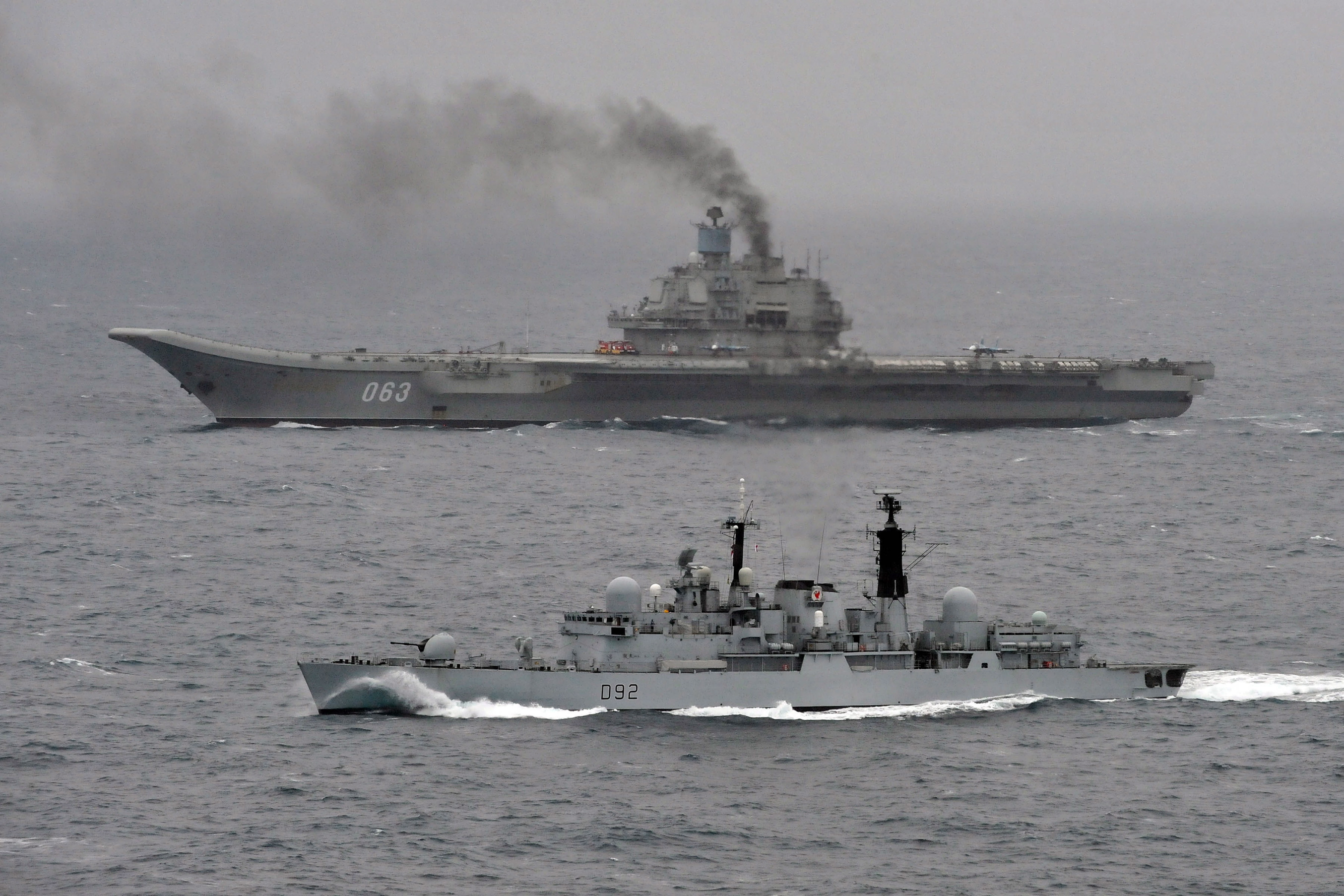
„Kuzniecow” i brytyjski niszczyciel HMS „Liverpool”, luty 2012 r.

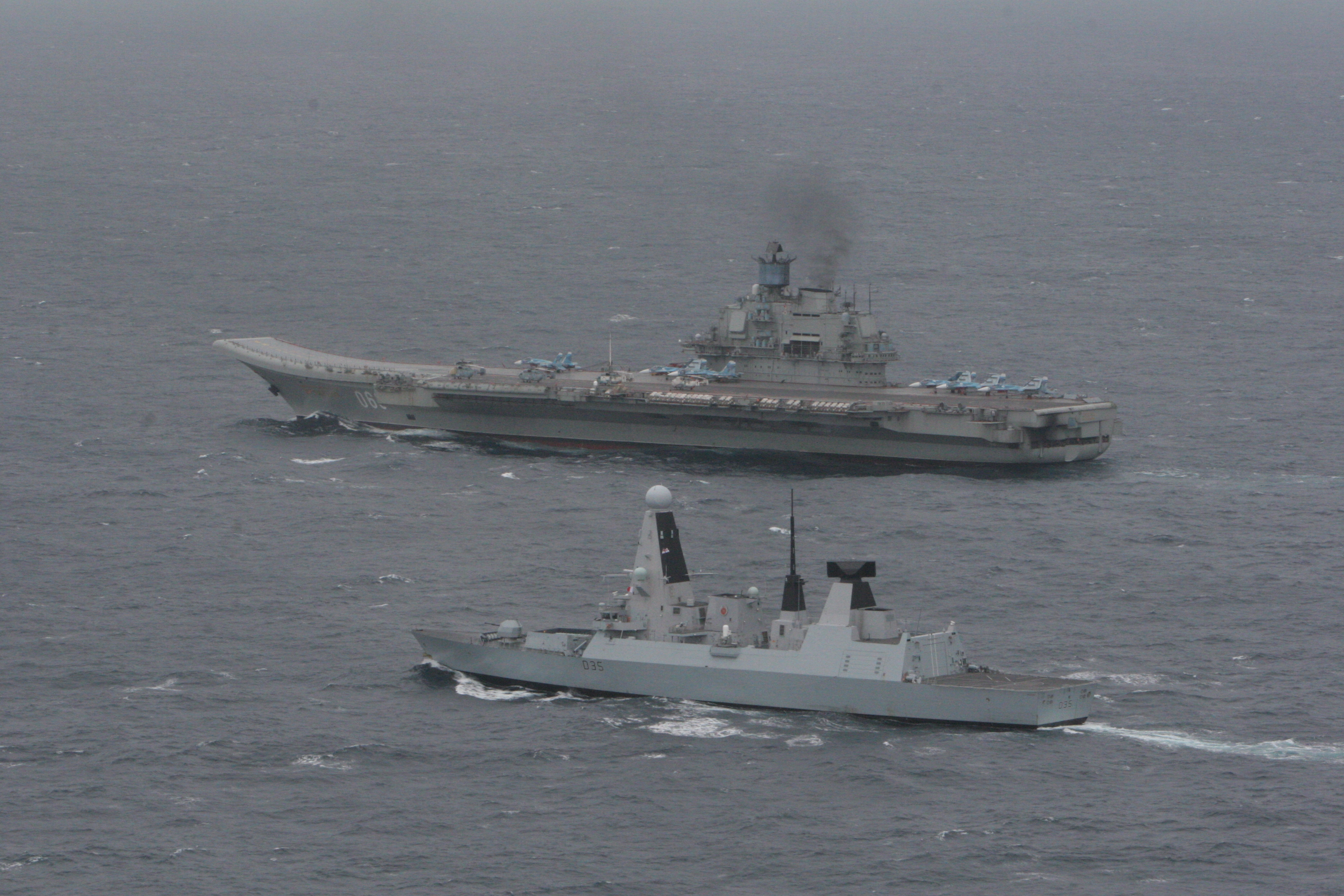
„Kuzniecow” i brytyjski niszczyciel HMS „Dragon”, maj 2014 r.

Po wejściu do służby w styczniu 1991 roku, początkowo lotniskowiec przebywał na Morzu Czarnym, gdzie uczestniczył w programie prób państwowych samolotów i śmigłowców pokładowych, od września prowadzono też na nim szkolenie lotników z 100 Pokładowego Pułku Lotnictwa Myśliwskiego (100 KIAP). Badano na nim zarówno Su-27K, jak i MiG-29K. Czasowo okręt wchodził w skład 30 Dywizji Okrętów Floty Czarnomorskiej. Nosił wówczas numer burtowy 113. 1 grudnia 1991 roku program prób przerwano i „Admirał Kuzniecow”, z samymi śmigłowcami na pokładzie, wypłynął z Sewastopola przez Morze Śródziemne do miejsca przeznaczenia – rosyjskiej Floty Północnej, z bazą w Widiajewie w Zatoce Kolskiej (rejs przyspieszono w związku z rozpadem ZSRR i widmem podziału Floty Czarnomorskiej między Rosję a Ukrainę). Podczas rejsu eskortowały go zmieniające się okręty radzieckie, a śledziły go różne okręty i samoloty państw NATO. Na miejsce przybył 20 grudnia 1991 roku, po czym został wcielony do 43 (Atlantyckiej) Dywizji Krążowników Rakietowych. 1 kwietnia 1992 roku rozkazem dowódcy Floty został włączony w skład okrętów pierwszej linii. Jako największy okręt Marynarki Wojennej Rosji, został następnie jej okrętem flagowym. W tym czasie na lotniskowcu nie stacjonowały jeszcze na stałe samoloty, których pokładowe wersje przechodziły dopiero na nim próby państwowe, a jedynie śmigłowce. Dopiero od 1993 roku na wyposażenie zaczęły wchodzić seryjne myśliwce Su-27K (później oznaczone Su-33). W 1994 roku „Kuzniecow” brał udział po raz pierwszy w ćwiczeniach Floty Północnej, zestrzeliwując przy pomocy swoich samolotów cel latający i zdobywając 1. miejsce we Flocie w konkurencji ostrzeliwania rakietami celów nawodnych (w kolejnym roku ponowił ten sukces). Zimą z 1994 na 1995 rok lotniskowiec przeszedł remont kotłów; mimo to wkrótce doznały one uszkodzeń podczas sztormu (zasolenia rur), których nie zdążono usunąć przed końcem roku. Przez pierwszy okres służby dopracowywano jeszcze szereg systemów i okręt osiągnął gotowość operacyjną dopiero w 1995 roku. W 1991 roku „Kuzniecow” przepłynął 15 650 mil morskich, w latach 1992–1995 tylko nieco ponad 5000 Mm rocznie.

### Pierwszy rejs śródziemnomorski i okres stagnacji (1995–2006)
23 grudnia 1995 roku „Admirał Kuzniecow” z grupą okrętów wyszedł w pierwszy rejs ćwiczebny na Morze Śródziemne, połączony z demonstracją obecności rosyjskiej na tym akwenie w związku z działaniami lotnictwa NATO nad Bośnią (według rosyjskiego nazewnictwa, była to służba bojowa). Jego grupa lotnicza składała się wówczas z 13 Su-27K, 2 Su-25UTG i 11 śmigłowców Ka-27 i Ka-29; okręt nosił numer burtowy 063. W styczniu 1996 roku u brzegów Tunezji doszło do spotkania z amerykańską grupą lotniskowca USS „America” z VI Floty. Amerykańskie śmigłowce SH-60 Seahawk lądowały z wizytami kurtuazyjnymi na „Kuzniecowie”, a rosyjskie na okrętach amerykańskich; również oficerowie obu stron zaznajamiali się nawzajem z posiadanym sprzętem, a nawet Rosjanie latali w składzie załóg na amerykańskich samolotach. 28 stycznia „Kuzniecow” zawinął do Tartus w Syrii, 17 lutego odwiedził Maltę. Podczas drogi powrotnej, na Atlantyku w marcu lądował na „Kuzniecowie” także śmigłowiec brytyjskiej fregaty HMS „Sheffield”. 22 marca 1996 roku grupa rosyjska powróciła do bazy, po przejściu 14 156 mil morskich (wykonano 524 lotów samolotów i 996 śmigłowców). W toku rejsu uwidoczniły się jednak problemy techniczne, przede wszystkim z działem elektrycznym oraz kotłami, z których większość stała się niesprawna, co powodowało rejs z niską prędkością (po powrocie pozostały sprawne tylko dwa z ośmiu kotłów).
Od 8 kwietnia 1996 roku do połowy 1998 roku okręt przechodził remont w stoczni Siewmorput’, który był długotrwały z powodu problemów finansowych. W kolejnych latach „Kuzniecow” pozostawał na północy Rosji, gdzie był niezbyt intensywnie wykorzystywany do celów szkolenia bojowego. Ograniczenia budżetowe i prymitywne warunki bazowania w niskich temperaturach w połączeniu z niskimi kwalifikacjami marynarzy z poboru powodowały, że szereg systemów było niesprawnych, a w 1999 roku doszło do awarii kotła i jednej z turbin. W tym czasie bazowało na nim nie więcej, niż 7 myśliwców. W sierpniu 2000 roku „Kuzniecow” brał udział w dużych manewrach Floty Północnej, podczas których 12 sierpnia doszło do zatonięcia okrętu podwodnego „Kursk”. Istniała teoria, że doszło do zderzenia okrętu podwodnego, wykonującego ćwiczebny atak torpedowy, z lotniskowcem, ale jej nie potwierdzono. Na skutek katastrofy zrezygnowano z planowanego rejsu lotniskowca na Morze Śródziemne. Zamiast tego „Kuzniecowa” czekało pasmo remontów: jesienią 2000 roku, w połowie 2003 roku wraz z dokowaniem w Roslakowie i ponownie na przełomie 2003 i 2004 roku (na skutek pożaru w kanale spalinowym podczas prób poremontowych w październiku 2003 roku). Po ich zakończeniu, w lutym 2004 roku uczestniczył w ćwiczeniach Biezopasnost-2004 (pol. Bezpieczeństwo-2004), a między 27 września a 24 października 2004 roku uczestniczył w ćwiczeniach większych sił rosyjskiej Floty Północnej na północnym Atlantyku. Podczas kolejnych ćwiczeń, 5 września 2005 roku jeden z jego Su-33 („czerwony 82”) wpadł do wody podczas lądowania na skutek urwania liny hamującej; pilot uratował się za pomocą fotela wyrzucanego.

### Powrót do aktywności na Morzu Śródziemnym (2007–2015)
5 grudnia 2007 roku „Kuzniecow” wyszedł w drugi 71-dniowy rejs na Atlantyk i Morze Śródziemne, z okrętami towarzyszącymi, trwający do 3 lutego 2008 roku. Na jego pokładzie było 6 samolotów Su-33, samolot Su-25UTG i śmigłowce. W ćwiczeniach wziął też udział krążownik „Moskwa” z Floty Czarnomorskiej. W drodze powrotnej, grupa przeprowadziła na północno-wschodnim Atlantyku duże ćwiczenia z udziałem lotnictwa Floty Północnej i samolotów lotnictwa strategicznego Rosji (Tu-160).
Od 5 grudnia 2008 roku do 2 marca 2009 roku „Admirał Kuzniecow” ponownie odbył rejs na Morze Śródziemne. W styczniu 2009 roku uczestniczył tam w ćwiczeniach z jednostkami greckimi, a w niewielkim pożarze w siłowni 6 stycznia zginął jeden marynarz. W tym czasie liczba sprawnych samolotów Su-33 w 279 Pułku na lotniskowcu spadła do 10. W lutym 2012 roku Rosja zamówiła 20 nowych myśliwców pokładowych MiG-29K.
Według doniesień z 2011 roku lotniskowiec znajdował się w złym stanie technicznym. 6 grudnia 2011 roku „Admirał Kuzniecow” wraz z grupą innych okrętów opuścił jednak port Floty Północnej i po raz trzeci wyszedł na Morze Śródziemne, przybywając w styczniu 2012 roku na redę syryjskiego portu Tartus. Rejs ten trwał do 17 lutego 2012 roku. Kolejny – czwarty rejs na Morze Śródziemne „Kuzniecow” odbył od 17 grudnia 2013 do 17 maja 2014 roku. Po powrocie okręt został skierowany na kilkumiesięczny remont w stoczni Siewmasz w Siewierodwińsku, ukończony we wrześniu 2015 roku.

### Wojna domowa w Syrii − chrzest bojowy okrętu (2016–2017)
15 października 2016 roku „Admirał Kuzniecow” z zespołem okrętów (m.in. krążownikiem „Piotr Wielikij”) wyruszył ponownie na Morze Śródziemne, aby wesprzeć działania rosyjskich sił zbrojnych interweniujących w wojnie domowej w Syrii. Na jego pokładzie znalazło się 10 myśliwców Su-33 i 4 nowe MiG-29 (2 KR i 2 KUBR), a także po cztery śmigłowce typów: Ka-27PŁ, Ka-27PS, Ka-29TB i Ka-52K oraz dwa wczesnego ostrzegania Ka-31R. Okrętem dowodził wówczas komandor Siergiej Artamonow (od sierpnia 2011 do lutego 2019 roku). Samoloty lotniskowca zadebiutowały bojowo 16 listopada 2016 roku, bombardując oddziały bojowników konwencjonalnymi bombami. W czasie misji na Morzu Śródziemnym lotnictwo pokładowe wykonało 420 misji bojowych, w tym 117 nocnych, i według oficjalnych informacji zniszczyło ponad tysiąc obiektów. Część lotów samoloty lotniskowca wykonywały jednak z bazy lądowej Humajmim. Podczas rejsu doszło do dwóch wypadków samolotów należących do komponentu lotniczego „Kuzniecowa”; w obu przypadkach piloci zdołali się katapultować. 13 listopada do morza wpadł myśliwiec MiG-29KR, na skutek awarii lub wyczerpania paliwa, gdy oczekiwał w powietrzu na naprawę liny hamującej, którą zerwał poprzedni samolot. 3 grudnia utracono natomiast podczas lądowania myśliwiec Su-33. Okręt wrócił z misji 8 lutego 2017 roku. 8 września 2017 roku honorowy patronat nad załogą okrętu (szefostwo) objęło miasto Dmitrow.

### Remont (od 2017 roku)
W 2017 roku rozpoczęto długotrwały remont okrętu połączony z modernizacją przez Zjednoczoną Korporację Stoczniową w Murmańsku (Objedinionnaja sudostroitielnaja korporacyja, OSK). Jego rozpoczęcie planowane było na wrzesień 2017 roku, a zakończenie początkowo na koniec 2020 roku. Podczas remontu miał zostać zmodernizowany napęd i wymienione uzbrojenie przeciwlotnicze na kompleks rakietowy dalekiego zasięgu Polimient-Riedut oraz krótkiego zasięgu Pancyr-M. Rozważano także wymianę kompleksu Granit na uniwersalne wyrzutnie kompleksu Kalibr-NK (3S14), z których mogą być wystrzeliwane uniwersalne pociski manewrujące Kalibr, przeciwokrętowe Oniks i nowe hiperdźwiękowe Cyrkon, jednakże późniejsze informacje z 2018 roku wzkazywały na pozostawienie pocisków woda-woda Granit. Koszt remontu szacowano w 2018 roku nieoficjalnie na 60 miliardów rubli (ponad 3,3 mld zł). Okres służby po remoncie szacowany był na początku przez marynarkę rosyjską na czas do około 2025–2030 roku.
Remont powierzono centrum stoczniowemu Zwiezdoczka w Murmańsku. Prowadzono go początkowo na zbudowanym w 1980 roku w Szwecji dla radzieckiej marynarki wojennej doku pływającym PD-50, który był jednym z największych doków pływających na świecie; miał 330 m długości i 67 m szerokości i nośność 80 tysięcy ton. W nocy z 29 na 30 października 2018 roku w 82. stoczniowym zakładzie remontowym w Roslakowie doszło jednak do zatonięcia doku pływającego, w którym znajdował się „Kuzniecow”, przy czym zginęło dwóch stoczniowców. Nastąpiło to podczas operacji napełniania wodą zbiorników balastowych doku przed wydokowaniem okrętu i było spowodowane awarią sieci elektrycznej zasilającej pompy doku. Lotniskowiec został uszkodzony; między innymi upadek suwnicy na pokład lotniczy spowodował powstanie dziury o powierzchni około 20 m². Dok zatonął o godzinie 3:30, a lotniskowiec udało się odholować.
Remont kontynuowano dalej w 35 Zakładzie Remontu Okrętów w Murmańsku (35-j sudoriemontnyj zawod, SRZ), w którym od 2019 roku prowadzono prace nad odpowiednim powiększeniem suchego doku. 12 grudnia 2019 doszło jednak do poważnego pożaru podczas prac spawalniczych na pokładzie jednostki, podczas którego zginęły dwie osoby i kilkanaście odniosło rany. Spekulowano wówczas na podstawie nieoficjalnych wypowiedzi, że usunięcie skutków pożaru na okręcie i w wyposażeniu stoczni będzie kosztować około 95 miliardów rubli i może być wyższe od wartości okrętu. Według natomiast oficjalnego stanowiska stoczni, pożar wybuchł w pustych pomieszczeniach maszynowni i nie uszkodził istotnych części
Według informacji z 2020 roku, okręt miał zakończyć remont do 2022 roku i pełnić służbę po wprowadzeniu do linii przez pięć lat; wymienione miały być kotły, systemy elektroniczne okrętu i uzbrojenie, elementy układu napędowego i system wspomagania lądowania. Prace przy budowie nowego doku jednak miały opóźnienia, a wykonawca nie rozliczył się z 2,6 miliarda rubli zaliczki. Okręt dokowano w końcu w maju 2022 roku. Dyrektor korporacji stoczniowej latem 2022 roku określił termin powrotu okrętu do linii na pierwszy kwartał 2024 roku. W grudniu 2022 roku doszło do ponownego niewielkiego pożaru na remontowanym okręcie, według stoczni, ugaszonego przez systemy okrętowe.
21 lutego 2023 roku 35 Zakład Remontu Okrętów w Murmańsku wypełnił etap remontu podwodnej części okrętu i okręt opuścił dok, po czym został zacumowany do nabrzeża, gdzie prowadzono kolejny etap prac. W 2024 roku część załogi nadal niegotowego „Admirała Kuzniecowa” posłużyła do sformowania batalionu zmechanizowanego Friegat, skierowanego we wrześniu 2024 roku na front wojny rosyjsko-ukraińskiej.

## Ocena projektu

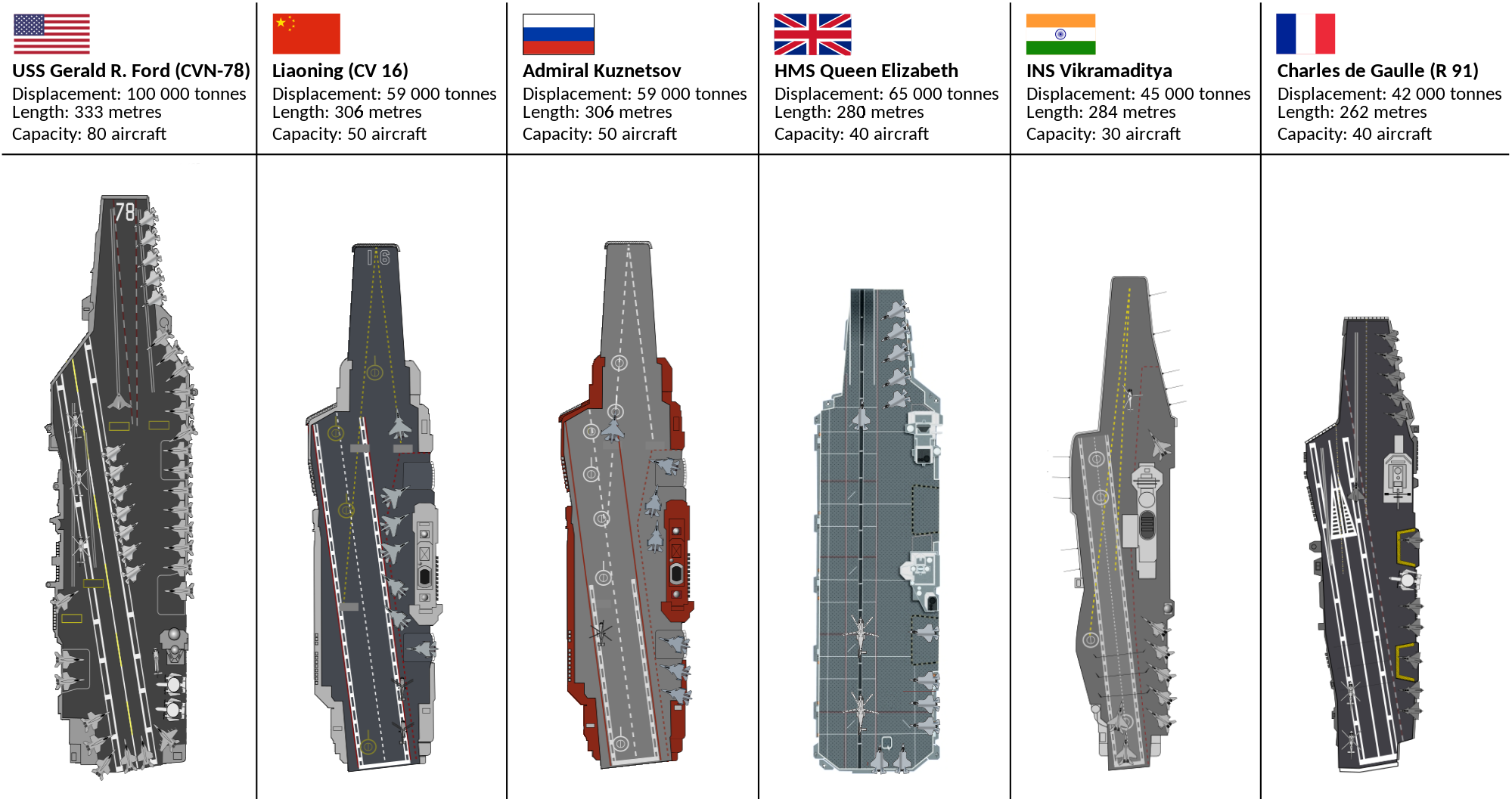
Porównanie rozmiarów współczesnych lotniskowców – „Kuzniecow” trzeci od lewej

Projekt „Admirała Kuzniecowa” nie jest oceniany jako udany. Mimo dużych rozmiarów, okręt ma umiarkowaną siłę bojową z powodu ograniczonej liczby i rodzaju zabieranych samolotów oraz przenoszonych przez nie wariantów uzbrojenia. Jest ona znacznie mniejsza od amerykańskich lotniskowców i mniejsza od francuskiego mniejszego lotniskowca „Charles de Gaulle”. Podstawową przyczyną takiego stanu rzeczy jest rezygnacja z zastosowania katapult, płynąca z braku wykrystalizowanej koncepcji przeznaczenia okrętu podczas jego projektowania oraz z decyzji o dostosowaniu projektu do samolotów pionowego startu i lądowania Jak-41 i zastosowaniu skoczni startowej. Jako przyczyny rezygnacji z katapulty podawano opóźnienie prac nad jej rozwojem (w ZSRR wcześniej nie opracowano takich konstrukcji) i oszczędności, jednakże przyczyną zapewne było także pierwotne przeznaczenie okrętu do zapewniania ochrony rejonów operowania okrętów podwodnych i brak potrzeb w zakresie posiadania lotniskowca uderzeniowego ze strony Sztabu Generalnego SZ ZSRR.

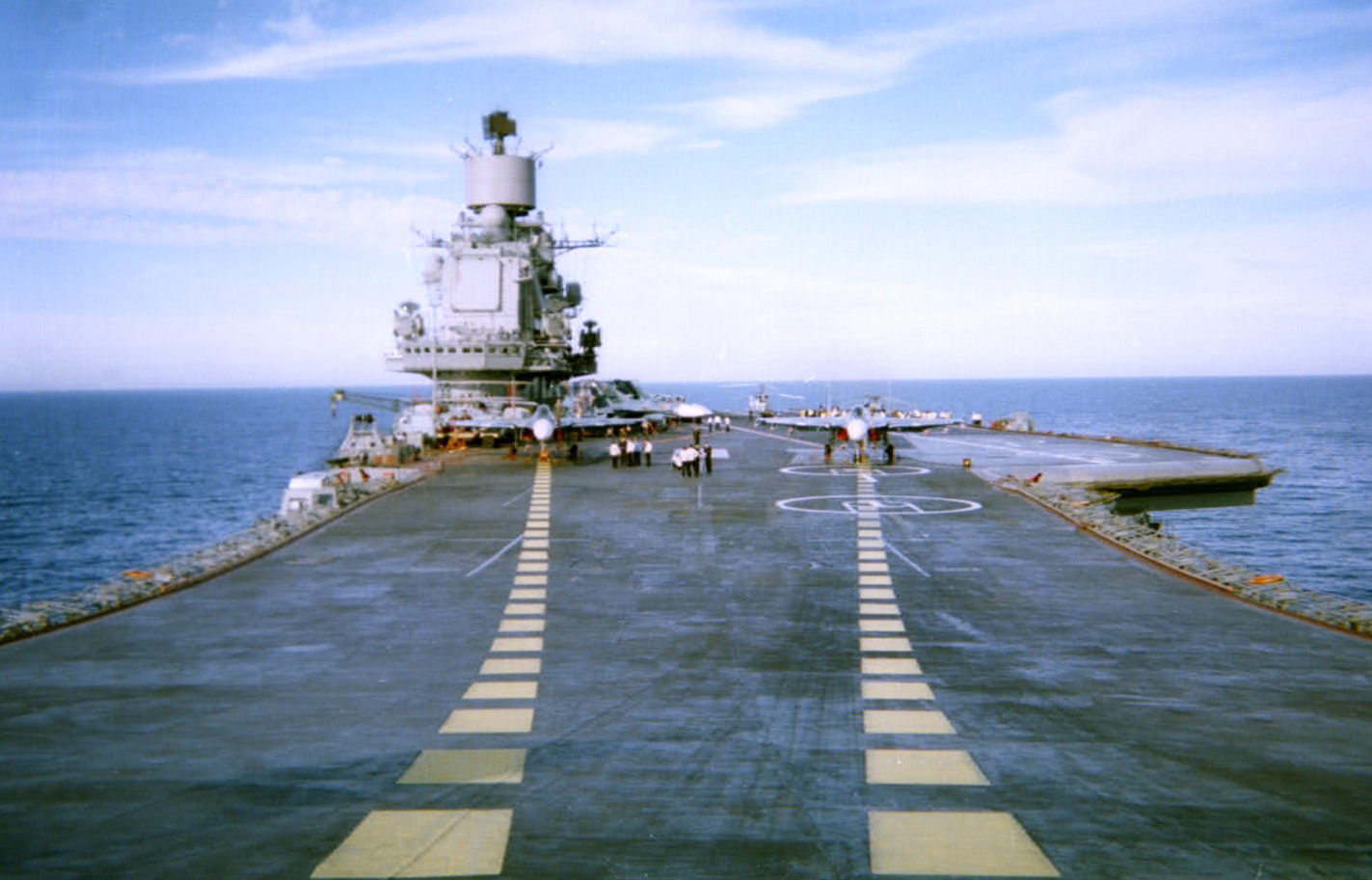
Dwa myśliwce Su-33 na pozycjach startowych, widziane od dziobu

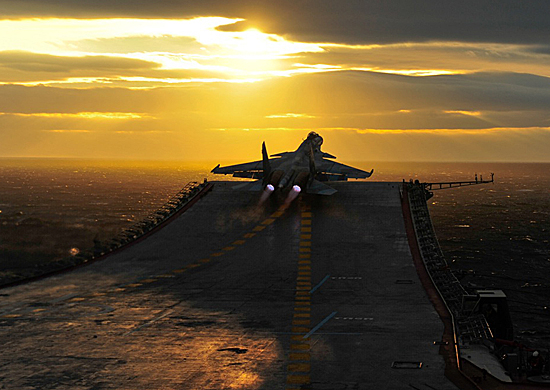
Start Su-33

Brak katapulty uprościł projekt i obniżył koszty budowy okrętu, ale poważnie ograniczył możliwość startu z jego pokładu samolotów normalnego wzlotu. Z powodu krótkiej drogi startu, na lotniskowcu mogą bazować jedynie samoloty o dużym stosunku ciągu do masy. Myśliwce Su-33 były nowoczesnymi samolotami, o dużych możliwościach zwalczania celów powietrznych, lecz z dwóch stanowisk na pokładzie dziobowym mogą startować jedynie z ograniczoną masą startową, co przekłada się na mniejszy zapas paliwa i/lub uzbrojenia podwieszanego (ze stanowisk dziobowych mogą startować z pełnym zapasem paliwa uzbrojone tylko w cztery rakiety, z masą startową 29,9 t, przy prędkości okrętu 7 węzłów). Z pełnym uzbrojeniem i zapasem paliwa samoloty mogą startować tylko ze stanowiska nr 3 na pokładzie do lądowania, jednakże prowadzenie na nim operacji startu wyklucza jednoczesne lądowanie statków powietrznych lub operacje śmigłowców. Przy tym, częstość startów z tego stanowiska jest siłą rzeczy o połowę niższa, niż z dwóch dziobowych. Nie są znane ograniczenia możliwości startu lżejszych samolotów MiG-29K, jednakże podaje się, że nie mogą również startować z pełnym uzbrojeniem i dodatkowymi zbiornikami paliwa.
W praktyce, na skutek usterek siłowni, lotniskowiec ma problemy z rozwinięciem zakładanej prędkości, niezbędnej do startu samolotów z pełną masą startową, w celu nadania im dodatkowej prędkości względem powietrza (z maksymalną masą startową 32,2 t Su-33 wymaga do startu rozwijania przez lotniskowiec prędkości 15 węzłów). Sam krótki start bez katapulty wymaga też większych umiejętności pilotów. Lotnictwo rosyjskie nie dysponuje przy tym odpowiednimi samolotami uderzeniowymi, a jedynie myśliwskimi, z możliwością przenoszenia bomb i ograniczonego asortymentu pocisków kierowanych.
Zasięg działania samolotów jest dodatkowo ograniczony brakiem samolotów do uzupełniania paliwa w powietrzu. Istnieje możliwość tankowania w powietrzu z innych samolotów Su-33 i MiG-29K przy użyciu podwieszanych zasobników, odpowiednio UPAZ-A i PAZ-1MK, lecz nie jest jasne, czy jest ona wykorzystywana w praktyce. Odciąga to przy tym użyte w tym celu samoloty od zadań bojowych. Istotnym elementem ograniczającym możliwości okrętu, w tym możliwość wczesnego wykrycia samolotów przeciwnika i efektywnego użycia samolotów własnych, jest brak samolotów wczesnego ostrzegania. Dla kolejnego lotniskowca Wariag przewidziano już w tym celu nowo projektowane turbośmigłowe Jak-44, podobne do amerykańskich E-2 Hawkeye. Ich rolę na „Kuzniecowie” spełniać miały śmigłowce Ka-31, które jednak mają słabsze parametry, jak czas patrolowania i odległość wykrywania celów, a nadto przez część okresu służby marynarka nimi nie dysponowała. Okręt nie przenosi samolotów zwalczania okrętów podwodnych, a jedynie śmigłowce, dysponujące mniejszą prędkością i promieniem działania; a także brak jest samolotów walki radioelektronicznej. Te ostatnie opracowywane były na bazie Su-27K, lecz nie doszło do ich wdrożenia. Liczebność zabieranej grupy lotniczej (opisana szczegółowo wyżej) jest w praktyce ograniczona nie tylko ze względu na pojemność okrętu, lecz przede wszystkim na kłopoty budżetowe Rosji i ograniczenie się do produkcji małych serii samolotów. Liczebność grupy lotniczej może być doprowadzona w wariancie ochrony przeciwlotniczej do 30–32 myśliwców Su-33, ale kosztem mniejszej liczby śmigłowców. Uniwersalność okrętu miała być zapewniona przez wyposażenie w silną stację hydrolokacyjną i liczną grupę śmigłowców do zwalczania okrętów podwodnych, lecz podkreśla się, że jednoczesne prowadzenie operacji śmigłowców przeciwpodwodnych i osłony myśliwskiej jest niemożliwe z uwagi na niską przepustowość pokładu i systemów okrętu.
Kolejną bolączką okrętu jest siłownia, oceniana jako za słaba do rozwijania zakładanych prędkości bez jej przeciążania (już od 18 węzłów wzwyż). Przez to wymaga starannej obsługi, zwłaszcza w zakresie dość przestarzałej automatyki kotłów parowych, kontrolującej dopływ powietrza i wody. W praktyce okręt nie rozwijał prędkości ponad 18 węzłów, a na ogół ponad 10–12 węzłów. Uwidaczniają się tu konsekwencje rezygnacji z rozważanej na etapie projektowania siłowni atomowej, zbliżonej do zastosowanej w krążownikach proj. 1144 (Kirow). Charakterystyczną negatywną cechą kotłowni okrętu jest silne dymienie, zwłaszcza przy podawaniu dużych ilości paliwa, przy niedostatecznym dostarczaniu powietrza.
Unikatową cechą „Kuzniecowa” jest jego uzbrojenie w ciężkie pociski woda-woda, jednakże uzbrojenie to ocenia się jako zbędne dla lotniskowca, który powinien być optymalizowany do ataków za pomocą grupy lotniczej (przeciwnik dysponujący grupą lotniskowcową może nie dopuścić do podejścia na odległość zasięgu pocisków Granit 500–600 km). Z kolei jego silne uzbrojenie przeciwlotnicze może być niewystarczające w obliczu zmasowanego ataku powietrznego i rakietowego, zwłaszcza przy małej liczbie myśliwców. Wreszcie, problemy sprawia niedopracowany kompleks radiolokacyjny Mars-Pasat z czterema antenami ścianowymi, który w założeniu miał być odpowiednikiem amerykańskiego AEGIS i śledzić do 120 celów (według niektórych danych, jest w ogóle niesprawny). Z tego powodu, jego rolę częściowo musi przejmować radar Friegat, mogący wykrywać do 80 celów. Wyposażenie radioelektroniczne okrętu nie zostało ponadto w toku służby poddane większym modernizacjom (jak na 2016 rok).
Najbliższym analogiem (poza spokrewnionymi z „Kuzniecowem” lotniskowcami chińskimi) jest francuski „Charles de Gaulle”, który pomimo znacząco mniejszych rozmiarów (wyporność całkowita 40 600 ton) dysponuje podobną lub większą mocą bojową. Należy jednak mieć na uwadze, że jego projektanci mogli korzystać z doświadczeń wynikających z wcześniejszego użytkowania lotniskowców przez Francję i jej sojuszników z NATO. Francuski okręt napędzany jest dopracowaną siłownią atomową, nie stwarzającą problemów w eksploatacji i zapewniającą większy zasięg. Obecność dwóch katapult zapewnia natomiast możliwość operowania z niego samolotów wczesnego ostrzegania i ewentualnych innych. Pomimo teoretycznie większej liczby statków powietrznych, jakie przenosić może „Kuzniecow” (50–58 wobec 40), znaczną część z nich stanowią śmigłowce, a etatowa liczba około 30 samolotów jest podobna. We francuskim okręcie zrezygnowano ze śmigłowców przeciwpodwodnych, zostawiając ich zadania okrętom eskorty, przez co jego grupa lotnicza jest typowo myśliwsko-uderzeniowa. Osobną kwestią są problemy finansowe powodujące, że „Kuzniecow” pływał z najwyżej kilkunastoma samolotami, a „Charles de Gaulle” regularnie wypływa w rejsy operacyjne z ponad 20 samolotami bojowymi. Również osobną kwestią są możliwości samych samolotów, które we Francji są poddawane systematycznym modernizacjom, zwiększającym asortyment przenoszonego uzbrojenia precyzyjnego i rakietowego oraz wyposażenia rozpoznawczego.

## Dalszy rozwój lotniskowców w ZSRR

### „Wariag”

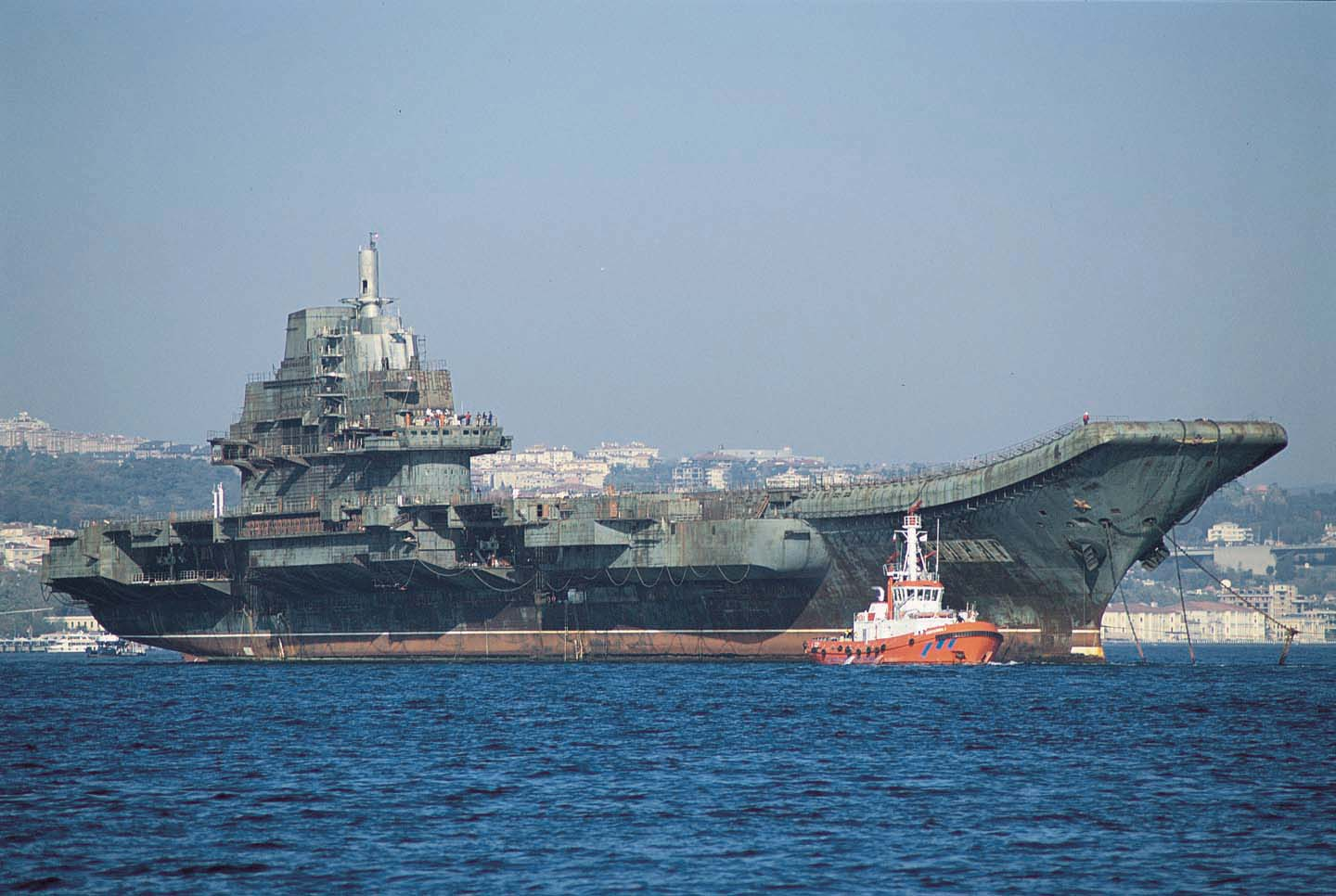
„Wariag” podczas holowania do Chin

„Admirał Kuzniecow” był jedynym klasycznym lotniskowcem radzieckim, który został ukończony, mimo że podjęto budowę także kolejnych jednostek tej klasy. W 1983 roku zdecydowano zbudować drugi lotniskowiec projektu 11435. Otrzymał on początkowo również „zwolnioną” przez pierwszy okręt nazwę „Riga”, lecz 19 czerwca 1990 roku przemianowano go na „Wariag”. Jego stępkę położono w Mikołajowie wkrótce po zwodowaniu „Leonida Brieżniewa” (późniejszego „Kuzniecowa”) i zwolnieniu pochylni. Zdecydowano jednak o wprowadzeniu do jego konstrukcji ulepszeń, zmieniając oznaczenie projektu na 11436. M.in. niedopracowany kompleks wykrywania celów Mars-Pasat zamieniono na nowy system Forum.
„Wariag” przewidziany był dla Floty Oceanu Spokojnego, z terminem oddania do służby w 1993 roku. Kadłub wodowano 25 listopada 1988 roku. Ukończeniu okrętu przeszkodził jednak rozpad ZSRR i kryzys gospodarczy w republikach poradzieckich. Rosja zrezygnowała z okrętu i przekazała prawa do niego stoczni za długi. Ukraina również nie była zainteresowana dokończeniem budowy dla własnej floty i zdecydowała sprzedać okręt za granicę.
W 2000 roku okręt sprzedano chińskiemu przedsiębiorstwu w celu przebudowy na pływający kompleks hotelowo-rozrywkowy. 3 marca 2002 roku został przeholowany do Chin. Jak się na miejscu okazało, cel głoszony był fałszem. Niedokończony okręt przekazano Marynarce Wojennej Chińskiej Armii Ludowo-Wyzwoleńczej, która podjęła prace nad jego dokończeniem i 25 września 2012 roku wszedł do służby jako Liaoning. Stanowi on półbliźniaczy okręt „Kuzniecowa”, o porównywalnej wielkości, takiej samej konstrukcji i systemie startu samolotów przy użyciu skoczni, lecz różni się wyposażeniem i uzbrojeniem.

### „Ulianowsk”
W odróżnieniu od „Wariaga”, ostatni rozpoczęty lotniskowiec dla marynarki ZSRR oparty był na nowym projekcie, w większym stopniu kładącym nacisk na zdolności uderzeniowe. Głównymi nowościami była siłownia atomowa (bazująca na krążownikach proj. 1144 typu Kirow), start samolotów za pomocą dwóch katapult parowych znajdujących się na lewej części pokładu, przy zachowaniu także skoczni na dziobie, oraz powiększona do 70 samolotów i śmigłowców grupa lotnicza. Ponadto nieco zwiększono wielkość okrętu i zastosowano trzeci podnośnik lotniczy – na rufie po lewej burcie. W 1986 roku zatwierdzono wstępny projekt lotniskowca, oznaczonego jako projekt 11437. Standardowa wyporność miała wynosić 62 580 t, pełna 73 400 t, prędkość 30 w., długość i szerokość: 321 × 79,5 m. W odróżnieniu od poprzednich typów, miał on służyć do wspierania zespołów floty i walki z zespołami okrętów. Planowano rozwinięcie dla niego nowych wielozadaniowych i specjalizowanych wariantów myśliwca Su-27K (rozpoznawczy KPC, walki radioelektronicznej KPP) oraz samolotu do zwalczania okrętów podwodnych Jak-44PŁO i wczesnego ostrzegania Jak-44RŁD. Jednocześnie, pozostawiono silne uzbrojenie rakietowe charakterystyczne dla projektu „Kuzniecowa”.
Stępkę pod lotniskowiec projektu 11437, nazwany „Ulianowsk” (numer stoczniowy S-107), położono w Mikołajowie 25 listopada 1988 roku. Termin wejścia do służby przewidziano na 1995 rok. Planowano też rozpoczęcie w 1992 roku kolejnego okrętu. Jednakże rozpad ZSRR spowodował rezygnację z dalszej budowy. Pod koniec 1991 roku stopień ukończenia lotniskowca wynosił 17–20%, masa zbudowanego kadłuba sięgnęła 27 000 t. W związku z brakiem perspektyw na ukończenie okrętu, 4 lutego 1992 roku premier Ukrainy zarządził rozbiórkę kadłuba „Ulianowska”, która zakończyła się w listopadzie, kończąc tym samym rozwój radzieckich i rosyjskich lotniskowców.
Wykorzystując doświadczenia z budowy lotniskowców ze skocznią na dziobie, opracowano projekt przebudowy na lotniskowiec krążownika lotniczego „Admirał Gorszkow” (proj. 11434, ex „Baku”, zbudowany w 1987 roku w Mikołajowie), sprzedanego Indiom. Okręt wszedł do indyjskiej służby 16 listopada 2013 roku, pod nazwą „Vikramaditya”.

## Dane taktyczno-techniczne
- wyporność:
  - standardowa: 46540 t[20]
  - normalna: 53050 t[20]
  - pełna: 59100 t[20]
  - maksymalna: 61390 t[20]
- wymiary:
  - długość: 306,45 m (na linii wodnej 270 m)[20]
  - szerokość: 71,96 m (na linii wodnej 33,41 m)[20]
  - zanurzenie: 8,05 m, maks. 10,4 m[20]
  - wysokość burt: 25,7 m
- napęd: 4 turbiny parowe o mocy łącznej 200000 KM, 8 kotłów parowych KWG-4, 4 śruby
- prędkość: maks. 29 węzłów, ekonomiczna 18 w. (faktycznie mniejsza)
- zasięg: 3850 mil morskich przy prędkości 29 w., 8417 Mm / 14 w.
- zapas paliwa: 9918,5 t mazutu (i 2500 t paliwa lotniczego)
- załoga:
  - w chwili zakończenia budowy: 1533 (196 oficerów, 210 podoficerów, 1127 marynarzy[20])
  - według projektu: 1980 (520 oficerów, 322 podoficerów, 1138 marynarzy[20])

Uzbrojenie
- 12 wyrzutni rakiet przeciwokrętowych kompleksu P-700 Granit-NK (12 pocisków)
- 24 wyrzutnie rakiet przeciwlotniczych bliskiego zasięgu Kinżał (192 pociski)
- 8 systemów artyleryjsko-rakietowych obrony bezpośredniej Kortik (po 2 działka 30 mm i po 8 wyrzutni rakiet przeciwlotniczych 9M311, zapas 256 pocisków)
- 6 systemów artyleryjskich obrony bezpośredniej z działkami 30 mm AK-630M (2 na rufie, po 2 na lewej i prawej burcie)
- 2 wyrzutnie rakietowych bomb głębinowych do zwalczania torped Udaw-1 (60 pocisków) (na rufie).

Grupa lotnicza
- według projektu: 50 statków powietrznych (26 samolotów myśliwskich i 24 śmigłowce)
- praktycznie: do 30 samolotów i śmigłowców (ok. 7–12 myśliwców Su-33 i ok. 12 śmigłowców Ka-27 lub Ka-29 oraz samoloty szkolno-treningowe Su-25UTG)

Wyposażenie elektroniczne

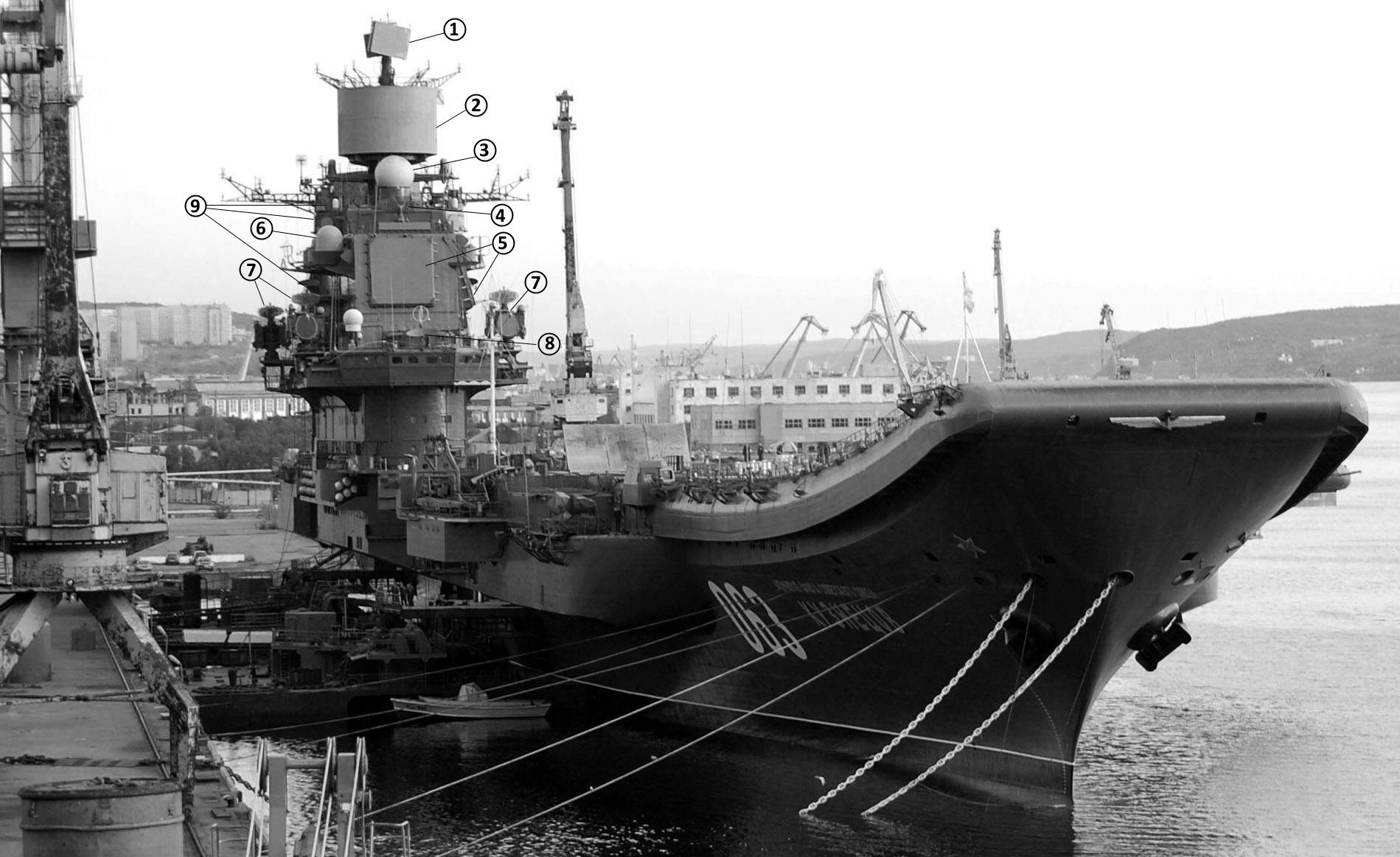
„Kuzniecow” w 2009 roku – widoczna część systemów elektronicznych na nadbudówce: 1) radar MR-750 Friegat-MA; 2) radarowy system naprowadzania lotnictwa Rezistor K4; 3) system nawigacji i łączności satelitarnej Kristałł-BK; 4) radar MR-350 Podkat (drugi z tyłu nadbudówki); 5) radar Mars-Passat (anteny ścianowe); 6) system Korałł-BN kierowania pocisków Granit; 7) radary kierowania ogniem pocisków plot Kinżał; 8) radar nawigacyjny Wajgacz-1143; 9) system walki radioelektronicznej Kantata-11435.

- 1 wielofunkcyjny kompleks radarowy Mars-Passat (4 anteny ścianowe wokół nadbudówki)
- 1 radar trójwspółrzędny dozoru ogólnego MR-750 Friegat-MA (na szczycie nadbudówki, nad anteną systemu Riezistor)
- 2 radary dozoru powietrznego MR-350 Podkat wykrywania celów niskolecących
- 2 radary nawigacyjne Wajgacz-1143[90]
- radarowy system naprowadzania lotnictwa Riezistor K4 (cylindryczna osłona anteny na szczycie nadbudówki)
- 4 stacje radiolokacyjne kierowania pocisków Kinżał (po dwie po obu stronach nadbudówki, na bocznych podestach)[89]
- system kierowania pocisków Granit Korałł-BN (dwie półkuliste osłony anten, z przodu z prawej strony i tyłu lewej strony nadbudówki)[89][90]
- system walki radioelektronicznej Kantata-11435[90] (inne dane: Sozwiezdije-BR[24])
- podkilowa stacja hydrolokacyjna Polinom-T
- stacja hydrolokacyjna Zwiezda-M1[24]
- bojowy system informacji i dowodzenia Lesorub-434[90]
- kompleks nawigacyjny Biejsur
- kompleks łączności Buran-2
- kompleks łączności i nawigacji satelitarnej Kristałł-BK (dwie duże kuliste osłony na szczycie nadbudówki)[89]